# Lista de controvérsias da Wikipédia

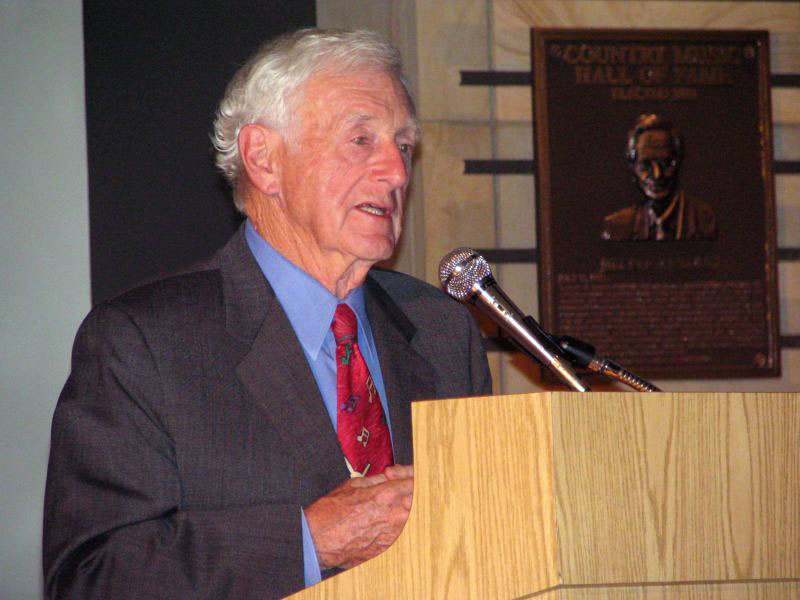
John Seigenthaler, um jornalista americano, foi alvo de um artigo difamatório na Wikipédia em maio de 2005. O caso levantou questionamentos sobre a confiabilidade da Wikipédia e de outros sites com conteúdo gerado por usuários

Desde o lançamento da Wikipédia em 2001, a enciclopédia enfrentou diversas controvérsias. Seu modelo de edição aberta, que permite que qualquer usuário edite as páginas, gerou preocupações quanto à qualidade da escrita, a incidência de vandalismo e à precisão das informações. A mídia tem relatado eventos controversos e escândalos envolvendo a Wikipédia e sua organização mantenedora, a Fundação Wikimedia. Tópicos recorrentes incluem a presença de informações falsas, edições realizadas por figuras públicas ou corporações em artigos nos quais possuem conflito de interesse, edição pagas e interações hostis entre editores da Wikipédia e figuras públicas.
A controvérsia Seigenthaler aumentou as críticas da mídia à confiabilidade da Wikipédia. O caso remonta a maio de 2005, quando um artigo com alegações falsas e negativas sobre John Seigenthaler, renomado jornalista americano, foi publicado por um usuário anônimo. Em março de 2007, a Wikipédia voltou a ser foco da imprensa com a controvérsia Essjay, um proeminente editor e administrador da Wikipédia em inglês que afirmava ser "professor titular de religião em uma universidade particular com doutorado em teologia e diploma em direito canônico", quando, na realidade, tratava-se de um jovem de 24 anos sem qualquer formação acadêmica avançada.
Em 2012, escândalos como a consultoria paga ao governo de Gibraltar por Roger Bamkin, então membro do conselho da Wikimedia UK, e possíveis conflitos de interesse evidenciaram vulnerabilidades no projeto. A presença de informações imprecisas ou enganosas, aliada ao ambiente editorial considerado hostil, foi apontada como uma das causas da queda no número de editores ativos. Em 2013, uma investigação conduzida por editores revelou que a empresa Wiki-PR teria editado a Wikipédia em favor de clientes pagantes, utilizando "um exército" de contas falsas, supostamente incluindo 45 editores e administradores da Wikipédia. Em 2015, o caso Orangemoody expôs um grupo organizado que extorquia empresas e pequenas celebridades, exigindo pagamentos em troca de manter ou criar artigos, por meio do uso de centenas de contas fantoches. Controvérsias dentro e em torno da Wikipédia e da WMF têm sido tema de diversos estudos acadêmicos.   Esta lista reúne os casos mais notáveis.

## Visão geral
A natureza das controvérsias envolvendo a Wikipédia tem sido analisada por estudiosos. O sociólogo Howard Rheingold afirma que "as controvérsias da Wikipédia revelam a evolução dos mecanismos sociais na comunidade da Wikipédia'. Um estudo sobre a politização dos espaços sociotécnicos observou que as "controvérsias da Wikipédia ... se desenvolvem plenamente quando são divulgadas fora da página em disputa". Além disso, uma instituição de ensino superior discute o uso da Wikipédia como ferramenta curricular, destacando que "controvérsias recentes envolvendo a Wikipédia [são utilizadas] como base para debates sobre ética e viés".

## Restrições de edição
Embora seja promovida como uma enciclopédia "que qualquer pessoa pode editar", a capacidade de editar páginas controversas, é, por vezes, restringida é restrita devido a "guerras de edição" ou atos de vandalismo. Em resposta às críticas sobre essas restrições de acesso, ao mesmo tempo em que busca minimizar edições maliciosas, a Wikipédia adotou medidas como a "proteção contra alterações pendentes", que permite a edição aberta de artigos controversos, desde que as edições feitas por novos usuários sejam aprovadas por editores experientes antes de se tornarem visíveis ao público.

## 2002
- Fevereiro de 2002 – No final de fevereiro de 2002, a comunidade da Wikipédia em espanhol decidiu se separar (realizar um fork) da Wikipédia, em protesto contra rumores de que os cofundadores Jimmy Wales e Larry Sanger planejavam vender espaço publicitário nos sites da Wikipédia.[14] O fork, criado pelo voluntário Edgar Enyedy, foi hospedado pela Universidade de Sevilha sob o nome de Enciclopedia Libre Universal en Español.[15] A maioria dos voluntários da versão espanhola migrou para o projeto de Enyedy, produzindo mais de 10 000 artigos em um ano. Como resultado, a Wikipédia em espanhol permaneceu praticamente inativa até meados de 2003.[15] Desde então, a questão da publicidade tornou-se um tema sensível dentro da Wikipédia.[15] Em uma entrevista à Wired, em janeiro de 2011, Wales negou categoricamente ter apoiado a inclusão de publicidade,[16] o que gerou uma disputa pública com Sanger.[17]

“A sugestão de que eu defendi anúncios e que Jimmy Wales se opôs a eles é, receio, mais uma mentira egoísta do País de Gales”, escreveu Sanger.
 Até 2006, Wales se recusava a descartar completamente a possibilidade de publicidade na Wikipédia. Em janeiro daquele ano, declarou a um repórter do ClickZ:
"A questão será levantada quanto a sabermos se poderíamos cumprir melhor nossa missão de caridade com o dinheiro adicional [que os anúncios trariam]. Nunca dissemos que nunca haveria anúncios na Wikipédia."

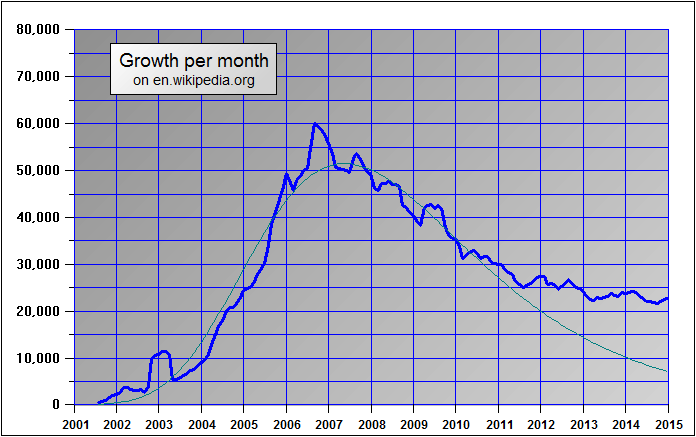
O "pico de Rambot" no final de 2002 e início de 2003

- Outubro de 2002 – Derek Ramsey aumentou o número de artigos da Wikipédia em cerca de 40% com a criação de um bot chamado Rambot, que gerou 33 832 esboços de artigos entre 19 a 25 de outubro, um para cada condado, cidade, vila e aldeia dos Estados Unidos ainda ausente na enciclopédia, utilizando dados do Censo dos Estados Unidos de 2000, de domínio público.[19] No livro The Wikipedia Revolution, Andrew Lih classificou a iniciativa como "o movimento mais controverso da história da Wikipédia".[19]

## 2005
- Setembro de 2005
  - A controvérsia Seigenthaler[2] foi uma série de eventos iniciada em maio de 2005 com a publicação anônima de um artigo falso na Wikipédia sobre John Seigenthaler, renomado jornalista norte-americano. O artigo alegava falsamente que Seigenthaler era suspeito dos assassinatos do presidente dos Estados Unidos John F. Kennedy, e de seu irmão, o procurador-geral Robert F. Kennedy. Além disso, afirmava erroneamente que Seigenthaler viveu na União Soviética por 13 anos, a partir de 1971. Seigenthaler, que havia sido amigo e assessor de Robert Kennedy, descreveu a entrada na Wikipédia como "assassinato de reputação na Internet".[20] O autor da farsa, Brian Chase – que pretendia enganar um colega de trabalho como uma brincadeira – foi identificado pelo crítico da Wikipédia Daniel Brandt e por repórteres do The New York Times.[21] A farsa foi removida da Wikipédia no início de outubro de 2005 (embora a informação falsa tenha permanecido nos sites Answers.com e no Reference.com por mais três semanas). Posteriormente, Seigenthaler escreveu sobre sua experiência no USA Today.[20][22]
  - Daniel Brandt, um indexador profissional de livros, criou o extinto site de críticas Wikipédia "wikipedia-watch.org"[21] como resposta à sua própria experiência negativa ao tentar excluir sua biografia na Wikipédia.[23]

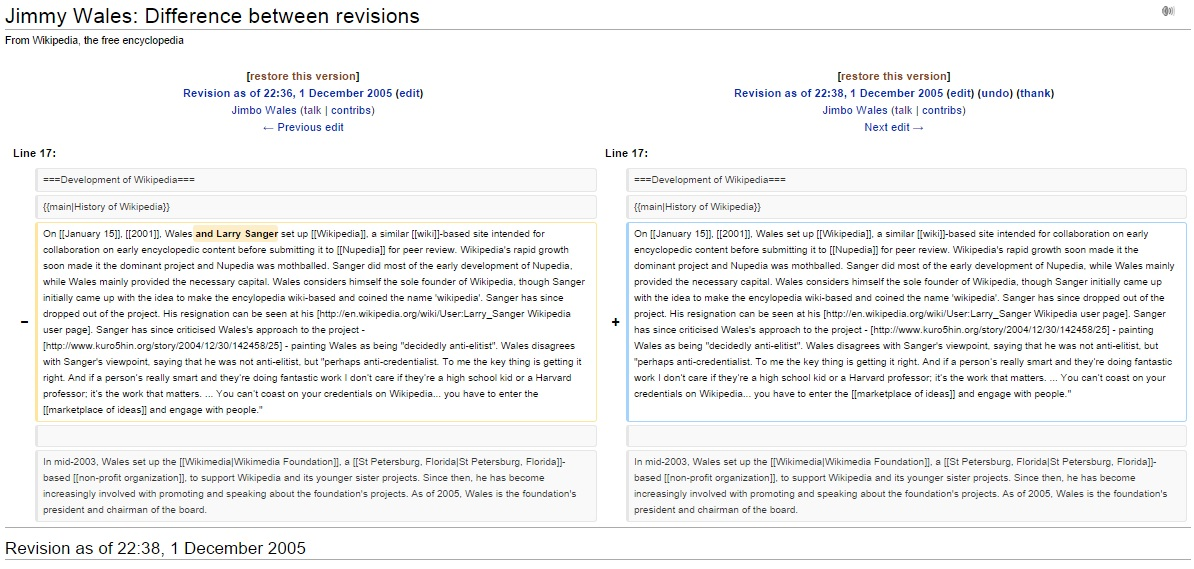
As edições autobiográficas de Jimmy Wales atraíram críticas em dezembro de 2005

- Novembro/dezembro de 2005 – O endereço IP atribuído à Câmara dos Representantes dos Estados Unidos foi bloqueado de editar a Wikipédia após diversas edições consideradas como uma "tentativa deliberada de comprometer a integridade da enciclopédia".[24] Segundo a CBS News, essas alterações incluíam edições no artigo sobre o congressista Marty Meehan, dando-lhe um tom mais positivo.[25] As edições motivaram um ex-diretor do Escritório de Ética Governamental dos Estados Unidos a afirmar que "[e]sse tipo de uso, aliado ao fato de estarem alterando o conteúdo de uma biografia, é certamente errado e deveria, no mínimo, ser alvo de alguma ação disciplinar".[24]
- Dezembro de 2005 – Foi revelado que Jimmy Wales, cofundador da Wikipédia, havia editado sua própria biografia no site. De acordo com os registros públicos, ele realizou 18 edições, sendo sete delas relacionadas à descrição do papel de Larry Sanger como cofundador da Wikipédia. Também foi revelado que Wales editou o artigo sobre sua antiga empresa, a Bomis. A seção "Bomis Babes", descrita originalmente no artigo como "pornografia leve", foi alterada por Wales para "seção de conteúdo adulto", além de remover menções à pornografia. Ele afirmou estar apenas corrigindo um erro e disse não concordar com a caracterização do conteúdo como pornografia leve. Wales admitiu ter feito as alterações, mas alegou que eram apenas correções técnicas.[26][27]

## 2006
- Fevereiro de 2006 – A farsa de Henryk Batuta foi descoberta por editores da Wikipédia em polonês. Batuta era uma figura completamente fictícia, descrita como um revolucionário comunista polonês e associado de Ernest Hemingway. O artigo permaneceu publicado por 15 meses e foi referenciado em outros dezessete artigos antes que a fraude fosse revelada.[28][29] A entrada falsa foi criada por um grupo de editores poloneses da Wikipédia que se autodenominava "Exército Batuta". Um dos membros do grupo, que usava o pseudônimo "Marek", disse ao The Observer que o grupo criou o artigo para chamar atenção ao uso contínuo de nomes de figuras soviéticas em ruas e espaços públicos na Polônia. Marek afirmou: “Muitas dessas pessoas eram traidores e assassinos que não mereciam tal honra”.[28]
- Março de 2006 – Daniel Brandt identificou 142 casos de plágio na Wikipédia e argumentou que o problema afetava negativamente a credibilidade do site.[30]
- Do início a meados de 2006 – A imprensa revelou uma série de edições feitas por equipes do Congresso dos Estados Unidos na Wikipédia. A maioria consistia em assessores políticos tentando manipular as biografias de políticos no site, removendo informações indesejadas (como declarações polêmicas citadas ou promessas de campanha descumpridas), adicionando conteúdos favoráveis, elogios ou até substituindo totalmente os artigos por versões editadas pelas próprias equipes. As equipes de pelo menos cinco políticos foram envolvidas: Marty Meehan, Norm Coleman, Conrad Burns, Joe Biden e Gil Gutknecht.[31] Em um incidente semelhante, mas separado, Morton Brilliant, gerente de campanha de Cathy Cox, renunciou após ser descoberto que ele havia adicionado informações negativas aos artigos de adversários políticos na Wikipédia.[32]
- Julho de 2006 – O MyWikiBiz foi fundado por Gregory Kohs e sua irmã para oferecer serviços pagos de edição na Wikipédia.[33] Embora Kohs tenha concluído, após pesquisa, que nenhuma política da Wikipédia proibia expressamente esse tipo de atividade, sua conta foi bloqueada logo após a publicação de um comunicado à imprensa em agosto anunciando o estabelecimento do negócio. Em seguida, as políticas principais da Wikipédia foram atualizadas para regulamentar atividades como as praticadas pelo MyWikiBiz estava envolvido. Jimmy Wales defendeu a decisão e a exclusão permanente de Kohs da Wikipédia, mesmo reconhecendo que a edição paga e dissimulada era uma prática recorrente, afirmando:

“Uma coisa é reconhecer que isso sempre vai acontecer um pouco, outras é dizer: ‘Tudo bem, vamos aceitar.’"

## 2007
- Janeiro de 2007
  - Os wikipedistas do Catar que utilizavam a Wikipédia em inglês foram brevemente impedidos de editar por um administrador, após uma onda de vandalismo. O bloqueio ocorreu porque não se percebeu que todo o tráfego da internet do país era roteado por um único Endereço IP.[36] Os sites TechCrunch e Slashdot relataram que a Wikipedia havia banido todo o Catar, alegação prontamente negada pelo cofundador Jimmy Wales.[37]
  - Foi revelado que a Microsoft havia pago o programador Rick Jelliffe para editar artigos da Wikipédia relacionados a produtos da empresa.[38] Especificamente, a Microsoft contratou Jelliffe para editar, entre outros, o artigo sobre o Office Open XML.[39] Um porta-voz da Microsoft explicou que a empresa acreditava que os artigos em questão estavam fortemente tendenciosos por editores feitas por colaboradores ligados à IBM, concorrente da Microsoft, e que a inclusão de informações por um editor aparentemente independente tornaria o conteúdo mais aceitável para os demais editores da Wikipédia.[40]
- Fevereiro de 2007
  - Em 13 de fevereiro, o jogador de golfe profissional americano Fuzzy Zoeller processou a empresa de avaliação de credenciais estrangeiras Josef Silny & Associates, sediada em Miami. O processo alegava que declarações difamatórias haviam sido adicionadas ao artigo da Wikipédia sobre Zoeller em dezembro de 2006 por alguém que utilizava um computador da empresa.[41]
  - Barbara Bauer processou a Fundação Wikimedia, que administra o site da Wikipédia,[42] alegando que informações presentes na enciclopédia, que criticavam sua atuação como agente literária, haviam prejudicado seus negócios. A Electronic Frontier Foundation defendeu a Wikipédia no caso,[43] e o processo foi arquivado em julho de 2008.[44]
  - Em 17 de fevereiro, o acadêmico turco Taner Akçam, um dos primeiros intelectuais da Turquia a reconhecer o Genocídio armênio, foi detido no aeroporto de Montreal, no Canadá, por quase quatro horas, após chegar de um voo vindo dos Estados Unidos.[45] Segundo Akçam, as autoridades canadenses justificaram a detenção com base em um artigo da Wikipédia sobre ele, que havia sido vandalizado repetidamente por editores anônimos com a intenção de rotulá-lo como terrorista. Em resposta ao erro de Akçam, Jimmy Wales afirmou que os colaboradores da Wikipédia "lamentam profundamente cada erro".[45][46]

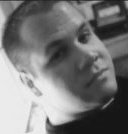
O administrador da Wikipédia, Essjay, cujas alegações sobre a sua identidade e credenciais foram objeto de um editorial do The New Yorker em 2007

- Março de 2007 – A controvérsia Essjay teve início quando a revista The New Yorker publicou uma rara correção editorial revelando que um proeminente editor e administrador da Wikipedia em inglês, conhecido pelo pseudônimo "Essjay", havia fornecido informações falsas sobre sua identidade. Ele havia sido descrito, em um artigo de julho de 2006, como "professor de religião em uma universidade privada com doutorado em teologia e diploma em direito canônico", mas, na verdade, era um jovem de 24 anos sem qualquer formação acadêmica avançada.[3][4][47] Essjay havia criado uma identidade completamente fictícia para atuar anonimamente na Wikipédia.[3][4][47] Em janeiro de 2007, foi contratado pela Wikia e revelou seu nome verdadeiro, Ryan Jordan. A descoberta foi feita pelo Daniel Brandt, do  site Wikipedia Watch, que notificou o The New Yorker.[3][48] Jordan havia ocupado vários cargos de confiança de confiança como voluntário na Wikipédia, incluindo os de "administrador", "burocrata", "checkuser", "árbitro" e "mediador".[3] Em resposta à polêmica, Jimmy Wales afirmou que via a identidade fictícia de Essjay como um pseudônimo e não via problema nisso:

“Essjay sempre foi — e continua sendo — um editor fantástico e um membro confiável da comunidade... Ele tem refletido profundamente e de forma crítica sobre todo o caso, e acredito que a questão foi resolvida.”
 O incidente gerou amplos debates na comunidade da Wikipédia. O cofundador Larry Sanger criticou duramente a postura de Wales: 
“Jimmy, dizer que é professor universitário quando não é, não é usar um ‘pseudônimo’. É fraude de identidade. E a questão principal não é por que você o nomeou para o Comitê de Arbitragem (ArbCom), mas por que você ignorou as implicações morais óbvias do fato de ele ter se passado fraudulentamente por professor.”
Com a pressão da comunidade e do ArbCom, Jordan acabou renunciando à sua posição na Wikia e aos cargos que ocupava na Wikipédia. 

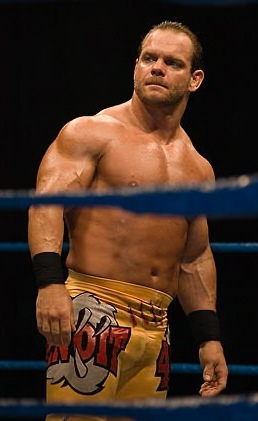
O lutador canadense Chris Benoit

- Junho de 2007 – Uma declaração sobre a morte de Nancy Benoit foi adicionada ao artigo da Wikipédia em inglês sobre o lutador Chris Benoit catorze horas antes de a polícia descobrir os corpos de Benoit e sua família. Essa adição aparentemente premonitória foi inicialmente relatada no Wikinotícias e depois no Fox News Channel. O trecho dizia originalmente: "Chris Benoit foi substituído por Johnny Nitro na luta pelo título mundial da ECW no Vengeance, pois Benoit não compareceu por questões pessoais, decorrentes da morte de sua esposa Nancy." A frase "decorrentes da morte de sua esposa Nancy" foi inserida à 0:01 EDT de 25 de junho, enquanto a polícia do condado de Fayette teria descoberto os corpos da família Benoit às 14:30 (EDT) do mesmo dia (14 horas e 29 minutos depois). O endereço IP do editor foi rastreado até Stamford, Connecticut – mesma cidade onde está localizada a sede da WWE.[49] Após a notícia do aviso precoce da morte chegar à grande mídia, o autor anônimo acessou a Wikinotícias para explicar sua edição como sendo uma "grande coincidência e nada mais".[50][51]
- Agosto de 2007
  - Veio a público que Virgil Griffith, estudante de pós-graduação em sistemas neurais e computação no Instituto de Tecnologia da Califórnia havia criado o WikiScanner, um banco de dados pesquisável que vinculava edições feitas por usuários anônimos da Wikipédia a empresas e organizações com base nos IPs de onde essas edições se originaram. O banco cruzava os registros públicos de endereços IP com os logs de edições da Wikipédia.[52] Griffith foi motivado por alterações feitas a partir do Congresso dos Estados Unidos e queria investigar se outras instituições também estavam promovendo a si mesmas. Ele se interessava especialmente por escândalos envolvendo grandes corporações controversas. Griffith afirmou que seu objetivo era "criar pequenos desastres de relações públicas para empresas e organizações de que não gosto (e) ver o que organizações 'interessantes' (pelas quais sou neutro) estão fazendo".[53] Também queria fornecer aos leitores da Wikipédia uma ferramenta para verificar a precisão das edições[52] e permitir sua automação e indexação.[54] A maioria das edições encontradas pelo WikiScanner era menor ou inofensiva,[52] mas a ferramenta foi usada para expor os casos mais polêmicos e embaraçosos de conflitos de interesse,[55] que ganharam repercussão mundial na mídia. Entre os acusados estavam a Santa Sé,[56][57] a Agência Central de Inteligência,[52][57] o FBI,[53] o Comitê de Campanha Democrata do Congresso dos Estados Unidos,[57][58] o Partido Republicano,[54][58] o Partido Trabalhista[58] e o Partido Conservador do Reino Unido,[54] o governo do Canadá,[59] a Indústria do Canadá,[60] departamentos do governo da Austrália (incluindo o do Primeiro-Ministro, Gabinete e Defesa),[61][62][63][64][65][excesso de citações] a ONU,[66] o Senado dos Estados Unidos,[67] o Departamento de Segurança Interna dos Estados Unidos,[68] a Agência de Proteção Ambiental dos Estados Unidos,[68] o senador Conrad Burns (Montana),[52] o governador Bob Taft (Ohio),[69] o príncipe João Friso e a princesa Mabel dos Países Baixos,[70][71] o governo de Israel,[72] empresas como ExxonMobil,[73] Walmart,[52][73] AstraZeneca, Diebold,[52][54][58] Dow Chemical,[54] Disney,[59] Dell,[73] Anheuser-Busch,[74] Nestlé,[54] Pepsi, Boeing,[54] Sony Computer Entertainment,[75] Electronic Arts,[76] SCO Group,[74] Myspace,[54] Pfizer,[68] Raytheon[68] e DuPont,[77] igrejas anglicanas e católicas,[54] a Igreja de Cientologia,[54][59] a World Harvest Church,[69] a Anistia Internacional,[54] o Discovery Channel,[54] a Fox News,[58][78] a CBS, o The Washington Post, a Associação Nacional de Rifles,[54] o News International,[54] a Al Jazeera,[68] a Universidade Bob Jones,[68] e a Universidade Estadual de Ohio.[69] Embora as edições fossem associadas a endereços IP conhecidos, não havia provas de que tenham sido feitas diretamente por membros ou funcionários das organizações, apenas que partiram de suas redes.[57] Porta-vozes da Wikipédia receberam o WikiScanner de forma positiva, destacando que ele ajudava a evitar que conflitos de interesse influenciassem os artigos,[53] aumentava a transparência e dificultava tentativas de remoção ou distorção de fatos relevantes.[54][57] Em 2008, Griffith lançou uma versão atualizada da ferramenta chamada WikiWatcher, que também explorava um erro comum: usuários registrados que esqueciam de fazer login, revelando seus IPs e, com isso, suas afiliações.[79] Em março de 2012, o site do WikiScanner ainda estava online, mas inativo — atualmente, ele está fora do ar.[80]
  - Em 17 de agosto, foi revelado que um computador pertencente à rede informática do governo de Portugal foi utilizado para remover todas as referências ao caso Sócrates-Independente na biografia de José Sócrates na Wikipédia em português. As alterações, realizadas por um usuário anônimo, apagaram menções ao processo de licenciatura do então primeiro-ministro na Universidade Independente, incluindo links para reportagens da imprensa. A ferramenta WikiScanner identificou que as edições partiram de um terminal vinculado ao Centro de Gestão da Rede Informática do Governo (CEGER). Após a divulgação, o coordenador operacional do CEGER, David Damião, e o assessor de imprensa de Sócrates, Rui Silva, recusaram comentar o caso; no entanto, Rui Silva declarou ao Diário de Notícias que as modificações não teriam sido feitas a partir do CEGER, alegando que o órgão "não opera com conteúdos".[81][82]
- Setembro de 2007
  - Auren Hoffman foi citado pela  VentureBeat como tendo editado seu próprio perfil na Wikipédia sob um pseudônimo. Hoffman respondeu dizendo que estava apenas removendo comentários inadequados.[83]
  - Mil endereços IPs foram bloqueados no estado de Utah para impedir novas edições de um usuário muito ativo que havia sido banido da Wikipédia.[84][85]
- Outubro de 2007 – Em obituários sobre Ronnie Hazlehurst, compositor de temas para a televisão britânica, diversos meios de comunicação do Reino Unido mencionaram que ele havia coeescrito a música "Reach" do grupo S Club 7. Na verdade, ele não havia feito isso – a informação foi baseada em uma edição falsa no artigo da Wikipédia sobre Hazlehurst.[86][87]
- Dezembro de 2007 – Foi revelado que a Fundação Wikimedia havia contratado como diretora de operações Carolyn Doran, sem realizar uma verificação básica de antecedentes. Doran tinha registros criminais em três estados por roubo, dirigir embriagada e fuga do local de um acidente.[88][89] Segundo o site The Register, Doran deixou o cargo após ser presa novamente por dirigir embriagada. O advogado da Wikimedia, Mike Godwin, afirmou:

“Nunca tivemos qualquer documentação sobre antecedentes criminais de Carolyn Doran. Até onde sei, não tenho conhecimento direto [sobre isso]... Em nossos registros, não há evidência alguma desse tipo.”
 A Associated Press também relatou que Doran havia ferido seu namorado com um tiro no peito.

## 2008

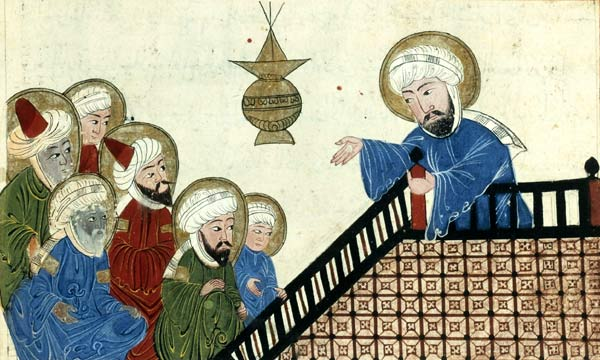
Uma cópia do século XVII de uma imagem manuscrita persa do século XIV de Maomé proibindo Nasi, uma das representações de Maomé que levantou objeções

- Fevereiro de 2008 – Um grupo de muçulmanos iniciou uma petição online exigindo que a Wikipédia removesse imagens do profeta do islamismo Maomé dos artigos que tratam sobre ele, já que a maioria dos seguidores do Islã acredita que tais representações violam os preceitos da religião.[92] Os manifestantes também organizaram uma campanha por e-mail para pressionar a Wikipédia em inglês a retirar as imagens consideradas ofensivas.[93] Em 7 de fevereiro, aproximadamente 100 mil pessoas já haviam assinado a petição, e o artigo foi protegido contra edições de usuários não registrados. Jay Walsh, porta-voz da Fundação Wikimedia, disse à InformationWeek que "a não censura é um princípio importante para a comunidade de usuários e editores", enquanto Mathias Schindler, da Wikimedia Deutschland, afirmou, em resposta às tentativas de remoção das imagens da Wikipédia em alemão, que "a Wikipédia é uma enciclopédia, não um espaço para debates internos entre muçulmanos."[94]
- Março de 2008
  - O cofundador da Wikipédia, Jimmy Wales, usou sua página de usuário na própria enciclopédia para anunciar o fim de seu relacionamento com a colunista política conservadora, comentarista de televisão e professora universitária Rachel Marsden, ao adicionar a frase: "Não estou mais envolvido com Rachel Marsden."[95] Esse ato foi interpretado como parte de uma controvérsia mais ampla envolvendo a Wikipédia, pois registros de conversas privadas supostamente entre Marsden e Wales sugeriam que ele teria editado o artigo biográfico dela na enciclopédia a pedido da própria, antes do envolvimento amoroso entre os dois.[96]
  - Jimmy Wales foi acusado por Danny Wool, ex-funcionário da Fundação Wikimedia, de utilizar indevidamente fundos da fundação para fins recreativos. Wool afirmou ainda que Wales teve seu cartão de crédito da Wikimedia confiscado, em parte, devido a seus hábitos de consumo — alegação negada por Wales.[97] A então presidente do conselho da fundação, Florence Devouard, e o ex-diretor executivo interino Brad Patrick, defenderam Wales, afirmando que todas as despesas foram devidamente justificadas e que, na ausência de recibos, Wales as teria arcado do próprio bolso. Em caráter privado, porém, Devouard repreendeu Wales por "tentar constantemente reescrever o passado".[98]
  - Jeffrey Vernon Merkey alegou que Wales teria editado seu artigo na Wikipédia de forma favorável em troca de doações para a Fundação Wikimedia — acusação que Wales classificou como "absurda".[99][100]
- Maio de 2008 – Uma disputa de longa data entre membros da Igreja da Cientologia e editores da Wikipédia chegou ao Comitê de Arbitragem da enciclopédia. Os membros da igreja foram acusados de tentar manipular artigos em benefício da organização, enquanto outros editores foram acusados de parcialidade contrária. O comitê decidiu, por unanimidade, bloquear todas as edições provenientes de endereços IP associados à igreja; críticos da Cientologia também foram banidos.[101]
- Junho de 2008
  - Em 2007, Jim Prentice, então membro do Parlamento do Canadá por Calgary Centre-North e Ministro da Indústria, apresentou uma proposta de legislação de proteção aos direitos autorais que foi amplamente comparada à Digital Millennium Copyright Act.[102] A proposta gerou controvérsias e acabou retirada em dezembro daquele ano.[103] Em junho de 2008, especulava-se na imprensa canadense que Prentice poderia ser o sucessor de Stephen Harper como primeiro-ministro.[104] Michael Geist, professor de direito digital na Universidade de Ottawa, revelou que uma série de edições anônimas no artigo sobre Prentice havia sido feita entre maio e junho, a partir de um endereço IP pertencente ao Ministério da Indústria — pasta chefiada por Prentice.[105] Geist publicou suas descobertas em seu blog, e um comentarista canadense classificou as edições como "discurso hagiográfico louvando Prentice".[102][104]
  - A imprensa australiana informou que o escritório de advocacia americano Cadwalader, Wickersham & Taft teria ameaçado a Fundação Wikimedia em nome de Solomon Trujillo, então CEO da Telstra.[106] A carta conteria o seguinte trecho: "Se a Wikipédia e a Wikimedia não removerem a linguagem imprópria até as 19h de 7 de março e não tomarem as medidas necessárias para impedir sua reinserção, o Sr. Trujillo pretende iniciar um processo judicial..."[107] A carta também exigiria que o editor responsável fosse banido.[106] Jimmy Wales, no entanto, negou que qualquer ameaça tenha sido recebida, afirmando: "É triste ver uma mídia tão irresponsável a ponto de sugerir que a Wikipédia cederia diante de algumas cartas de advogados que contestam críticas legítimas. Mais triste ainda é ver o Sr. Trujillo sendo atacado por essa mesma mídia irresponsável por algo que ele não fez."[108]
- Agosto de 2008 – O senador republicano e então candidato à presidência dos Estados Unidos, John McCain, foi acusado de plagiar trechos da Wikipédia em um discurso sobre a República da Geórgia. A revista Congressional Quarterly apontou que dois trechos do discurso eram substancialmente idênticos ao conteúdo do artigo da Wikipédia sobre o país, e que um terceiro trecho apresentava "semelhanças notáveis".[109] O discurso havia sido escrito por assessores, e não pelo próprio McCain. Após a publicação da matéria, os assessores divulgaram um comunicado afirmando que "há apenas tantas formas de expressar fatos históricos básicos e datas", e que quaisquer semelhanças com a Wikipédia eram "mera coincidência".[110]

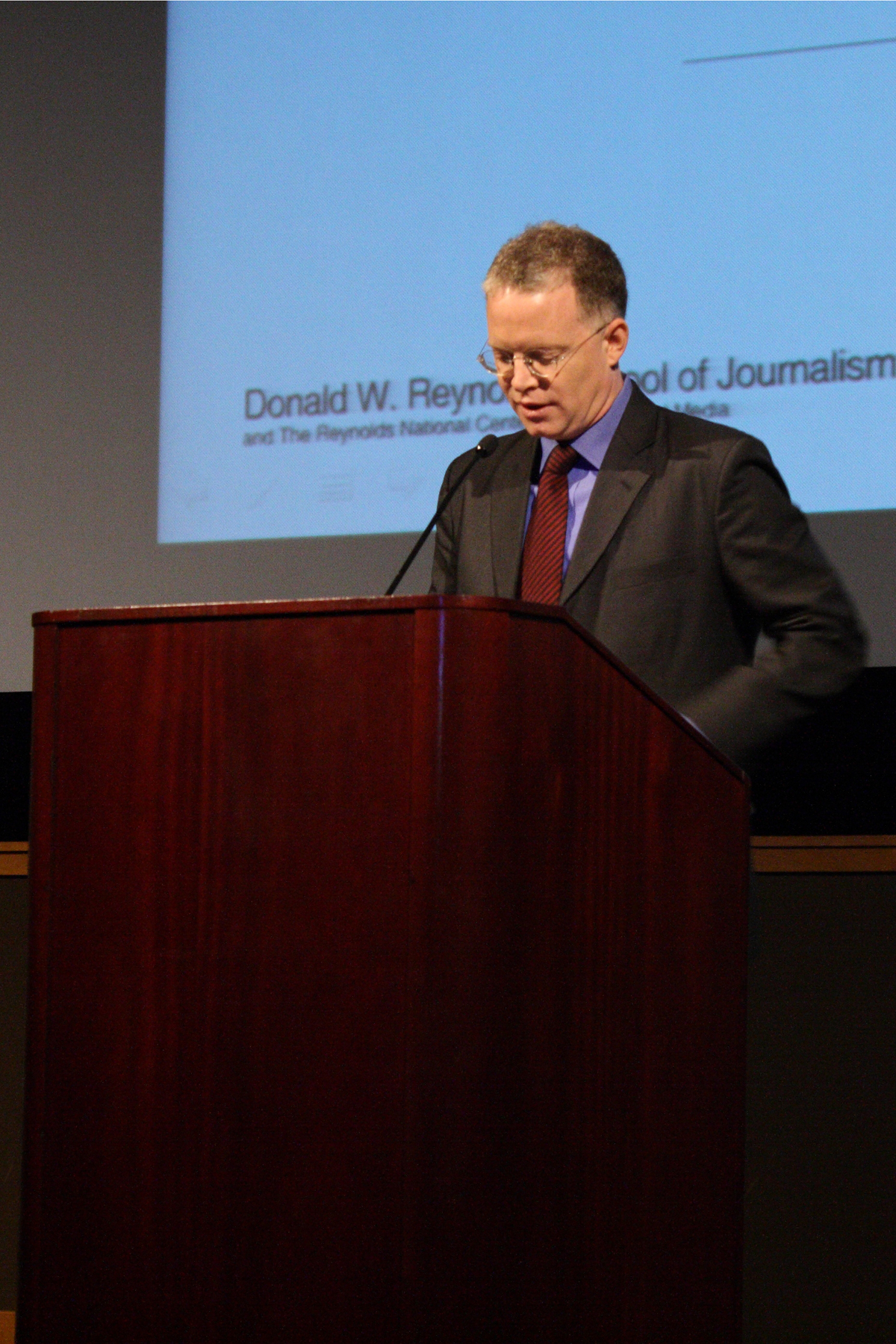
O repórter David Rohde em 2011, três anos após a informação sobre sua captura pelo Talibã ter sido removida de forma controversa da Wikipédia

- Novembro de 2008 – O repórter do The New York Times, David Stephenson Rohde, foi sequestrado pelo Talibã enquanto realizava uma reportagem no Afeganistão. O The New York Times temia que a divulgação do sequestro colocasse sua vida em risco e, por isso, optou por não noticiar o caso em suas páginas.[2] No entanto, informações sobre o sequestro começaram a ser adicionadas à Wikipédia durante esse período de silêncio voluntário da imprensa. Representantes do New York Times entraram em contato com Jimmy Wales e pediram que ele removesse essas informações. Wales concordou em cuidar do caso, mas, para evitar o escrutínio que costuma acompanhar suas edições na Wikipédia, solicitou a um administrador não identificado que apagasse o conteúdo.[111] Em entrevista ao repórter de mídia do New York Times, Richard Pérez-Peña, Wales declarou:

“Fomos realmente ajudados pelo fato de que a informação não apareceu em um local que consideraríamos uma fonte confiável. Eu teria tido muita dificuldade com isso se tivesse aparecido.”
 O The Christian Science Monitor relatou que as ações de Wales foram amplamente criticadas por blogueiros e jornalistas, que argumentaram que a supressão da informação comprometeu a credibilidade da Wikipédia.
- Dezembro de 2008
  - No início de dezembro, a Internet Watch Foundation (IWF) adicionou à sua lista negra a página da Wikipédia sobre o álbum Virgin Killer, da banda Scorpions, por conter uma imagem de uma menina pré-adolescente nua.[113] A lista negra da IWF é aplicada voluntariamente por 95% dos provedores de internet do Reino Unido. Isso resultou na impossibilidade de a maioria dos residentes britânicos editarem qualquer página da Wikipédia.[114] A Fundação Wikimedia protestou contra a inclusão da página na lista negra, embora, conforme afirmou a IWF na época, "a imagem em questão seja potencialmente uma violação da Lei de Proteção à Criança de 1978". Em uma ação considerada "sem precedentes", a IWF concordou em remover a página da lista negra.[115]
  - O professor T. Mills Kelly conduziu um projeto de sala de aula intitulado "Mentir sobre o passado", que resultou na criação da farsa de Edward Owens. Foi publicada uma biografia fictícia sobre "Edward Owens", supostamente um pescador de ostras que teria se tornado pirata durante a Longa Depressão, atacando navios na Baía de Chesapeake. A fraude foi descoberta quando veículos de imprensa começaram a noticiar a história como se fosse real.[116][117]

## 2009
- Janeiro de 2009 – Os artigos da Wikipédia sobre os senadores norte-americanos Robert Byrd e Edward Kenned foram brevemente alterados para afirmar, incorretamente, que eles haviam morrido.[118][119]
- Fevereiro de 2009 – Scott Kildall e Nathaniel Stern criaram a Wikipedia Art,[120] uma obra de arte performática apresentada como um artigo ao vivo na Wikipedia. O artigo foi excluído 15 horas depois por violar as regras da Wikipédia. Posteriormente, a Fundação Wikimedia alegou que o domínio wikipediaart.org infringia sua marca registrada.[121] A controvérsia resultante foi noticiada pela imprensa nacional.[122] A Wikipédia Art foi exibida no Pavilhão da Internet da Bienal de Veneza em 2009[123] e, em uma versão revisada, no festival Transmediale, em Berlim, em 2011.[124]
- Março de 2009 – Poucas horas após a morte do compositor francês Maurice Jarre, alguém adicionou uma citação falsa ao seu artigo na Wikipédia:

“Pode-se dizer que minha vida em si foi uma longa trilha sonora. A música foi minha vida, a música me trouxe à vida e a música é como serei lembrado muito depois de deixar esta vida. Quando eu morrer, haverá uma valsa final tocando em minha cabeça, que só eu posso ouvir.”
 A citação acabou sendo reproduzida em obituários publicados por jornais de todo o mundo.
- Maio de 2009 – O wikipedista David Boothroyd, membro do Partido Trabalhista do Reino Unido, gerou controvérsia ao ser revelado, por um colaborador do fórum Wikipedia Review, conhecido como "Tarantino", que ele havia cometido  sockpuppeting, editando sob os nomes "Dbiv", "Fys" e "Sam Blacketer", nenhuma das quais revelava sua identidade real. Boothroyd havia conquistado o status de administrador com uma conta, mas perdeu o cargo devido ao uso indevido das ferramentas administrativas.[127] Posteriormente, recuperou os privilégios utilizando a conta falsa "Sam Blacketer", em abril de 2007.[128] Ainda em 2007, essa conta foi eleita para o Comitê de Arbitragem da Wikipédia em inglês.[129] Usando o pseudônimo, Boothroyd editou diversos artigos relacionados à política do Reino Unido, incluindo o artigo de David Cameron, então líder do Partido Conservador, rival do Trabalhista.[130] Após a exposição, Boothroyd renunciou aos cargos de administrador[131] e de árbitro.[132]

- Junho de 2009

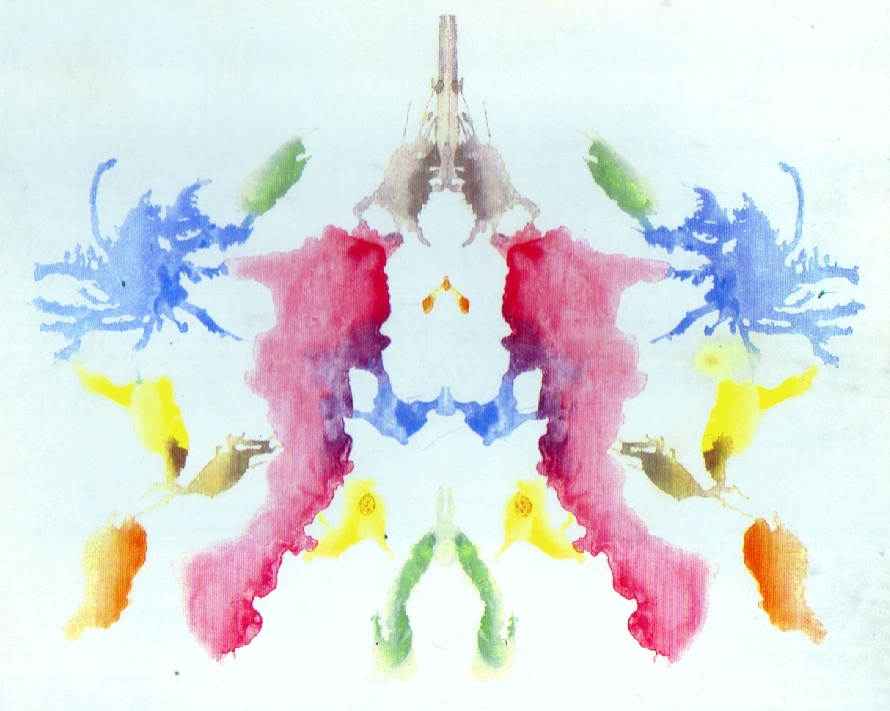
Vários psicólogos se opuseram fortemente à exibição de imagens das 10 manchas de tinta do teste de Rorschach em junho de 2009.

  - Chris Anderson, editor da revista Wired, foi acusado pela Virginia Quarterly Review de plagiarismo em seu livro Free: The Future of a Radical Price, por utilizar material da Wikipédia sem a devida atribuição.[133] Anderson alegou que originalmente havia feito as atribuições corretamente, mas que, devido a desentendimentos com sua editora quanto à formatação, o conteúdo acabou sendo publicado sem aspas. Ele assumiu a responsabilidade pelo erro, afirmando: "Foi um vacilo meu."[134] Anderson anunciou que os erros de atribuição seriam corrigidos na versão online do livro e em futuras edições impressas.[135] O livro de Anderson não é uma defesa da noção de informação livre como exemplificada pela Wikipédia, mas sim da ideia de produtos digitais com preço zero.[136] No entanto, devido à confusão entre os conceitos de "livre" como em liberdade (free as in freedom) e "gratuito" (free as in free of charge) — embora ambos se apliquem à Wikipédia —, o fato de ele ter plagiado material da enciclopédia foi visto por ao menos um comentarista como "carregado de uma ironia cruel".[134]
  - James Heilman, médico canadense, carregou na Wikipédia cópias das 10 imagens do teste de Rorschach, alegando que os direitos autorais sobre elas haviam expirado.[137] Heilman foi amplamente criticado por psicólogos que utilizam o teste como ferramenta diagnóstica, pois temiam que pacientes com conhecimento prévio das imagens pudessem influenciar os resultados. Em resposta à publicação das imagens, vários psicólogos criaram contas na Wikipédia para argumentar contra sua manutenção na enciclopédia.[138] Mais tarde, naquele mesmo ano, dois psicólogos apresentaram uma queixa contra Heilman junto ao conselho de licenciamento médico de Sascachevão, alegando que o envio das imagens constituía conduta não profissional.[139]
- Julho de 2009 – A Galeria Nacional de Retratos de Londres enviou uma notificação extrajudicial por suposta violação de direitos autorais contra um editor da Wikipédia que havia baixado mais de 3.000 imagens em alta resolução do site da galeria, com o objetivo de carregá-las no Wikimedia Commons.[140][141][142][143]
- Novembro de 2009 – Os assassinos alemães condenados Wolfgang Werlé e Manfred Lauber processaram a Fundação Wikimedia em tribunais alemães, exigindo a remoção de seus nomes do artigo da Wikipédia em inglês sobre a vítima Walter Sedlmayr.[144] Leis alemãs exigem o cumprimento de solicitações desse tipo.[145] Alexander H. Stopp, advogado dos dois homens, conseguiu forçar a Wikipédia em alemão a remover seus nomes. Mike Godwin, então conselheiro jurídico da Fundação Wikimedia, respondeu afirmando que a organização “não edita conteúdo de forma alguma, a menos que recebamos uma ordem judicial de um tribunal com jurisdição competente. Se nossos editores alemães optaram por remover os nomes dos assassinos do artigo sobre Walter Sedlmayr, nós os apoiamos nessa decisão. Os editores da versão em inglês decidiram manter os nomes, e também os apoiamos nisso.”[146]
- Dezembro de 2009 – O ator Ron Livingston, conhecido pelo filme Office Space'" (1999), entrou com um processo na Suprema Corte do Condado de Los Angeles contra um usuário anônimo (John Doe) que havia repetidamente editado seu artigo na Wikipédia para alegar que ele era homossexual e estava em um relacionamento com um suposto (possivelmente fictício) homem chamado Lee Dennison.[147] A ação judicial também alegava que o réu criou perfis falsos no Facebook para Livingston e seu suposto parceiro.[148] O processo não nomeava diretamente nem a Wikipédia nem o Facebook, mas aparentemente visava permitir que Livingston intimasse as duas plataformas a fim de obter a identidade do autor das edições.[149] O caso gerou um efeito Streisand, com Livingston sendo acusado de homofobia. Jay Walsh, então chefe de comunicação da Fundação Wikimedia, comentou:

“Esta é uma questão séria. Levamos isso muito a sério. Entendemos que pessoas reais são retratadas nesses artigos... Artigos sobre pessoas vivas são difíceis de gerenciar. Alguém que seja fã ou inimigo pode tentar atacar ou vandalizar esses artigos. Essa não é uma situação nova para nós.”

## 2010

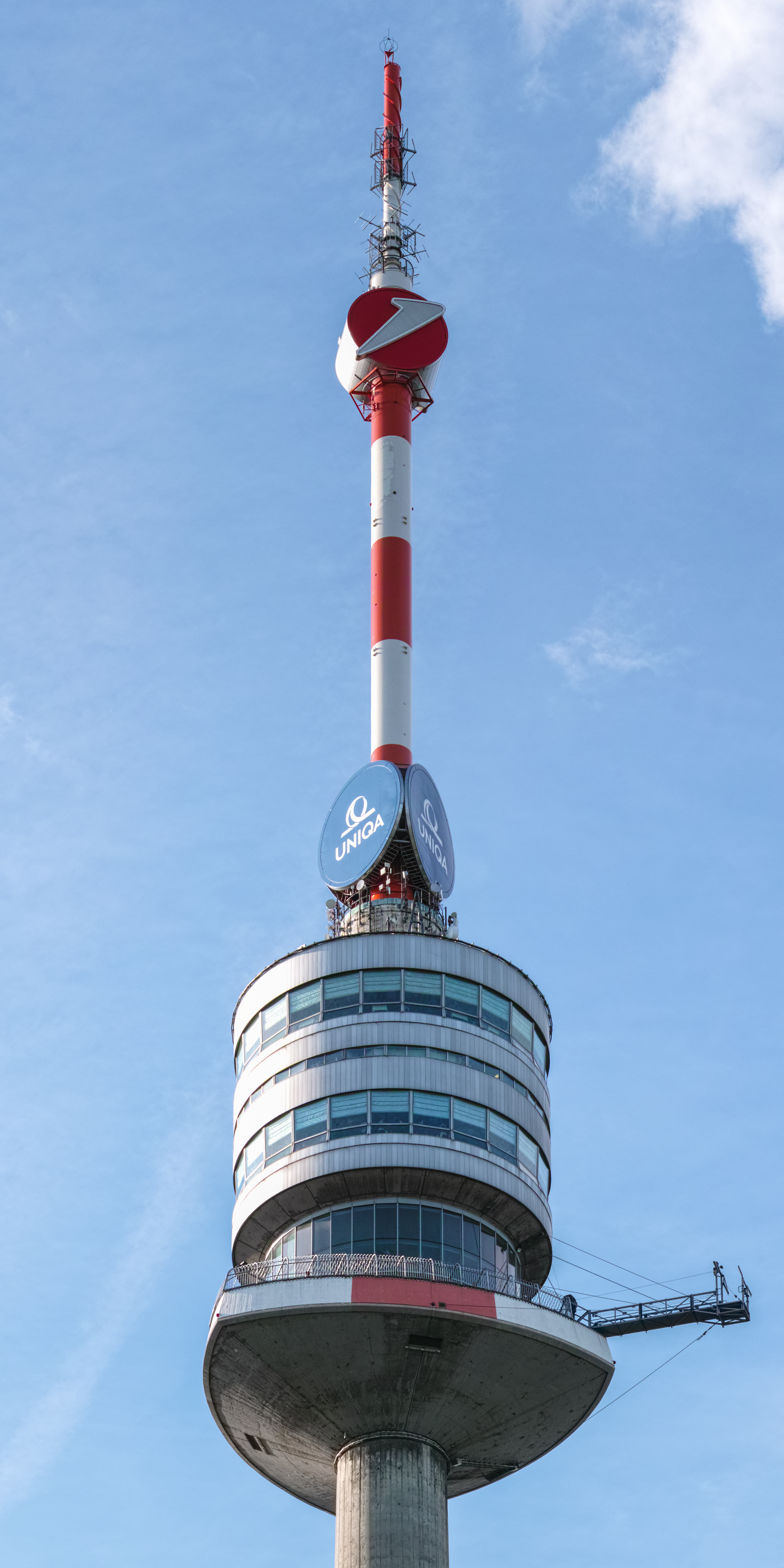
Os decks de observação e a torre do Donauturm

- Abril de 2010 e antes – Uma das maiores disputas em torno de uma simples frase na Wikipédia em alemão envolveu o Donauturm, em Viena.[151] Embora a torre de observação compartilhe alguns aspectos arquitetônicos com a Torre de Stuttgart, ela nunca foi planejada para fins de transmissão televisiva. A Wikipédia em alemão passou por uma discussão de aproximadamente 600.000 caracteres sobre o título e a categoria mais apropriados. Alguns editores (frequentemente austríacos) rejeitavam a descrição do Donauturm como uma "torre de TV", enquanto outros defendiam essa classificação.[151] A cobertura do caso pela revista Der Spiegel citou um participante que afirmou: “Em dias bons, a Wikipédia é melhor do que qualquer novela de TV”.[151]
- Abril de 2010 – O cofundador da Wikipédia, Larry Sanger, informou ao FBI que uma grande quantidade de pornografia infantil estava disponível no Wikimedia Commons. Sanger declarou à Fox News: “Não fiquei chocado por estar online, mas fiquei chocado por estar em um site da Fundação Wikimedia, que se propõe a ser um site de referência”.[152] O também cofundador Jimmy Wales respondeu dizendo que uma declaração firme da Fundação Wikimedia seria emitida.[153] Nas semanas seguintes à carta de Sanger, Wales reagiu deletando unilateralmente diversas imagens que ele pessoalmente considerava pornográficas. Essa atitude gerou protestos por parte da comunidade da Wikipédia, o que levou Wales a renunciar voluntariamente a alguns de seus privilégios de usuário.[154]
- Julho de 2010 – Após a Copa do Mundo de Futebol, o presidente da FIFA, Joseph Blatter, foi condecorado com a Ordem dos Companheiros de O. R. Tambo por sua contribuição durante o torneio. A página do governo sul-africano que anunciava o prêmio referiu-se a ele como Joseph Sepp Bellend Blatter, um apelido retirado de seu artigo vandalizado na Wikipédia.[155] "Bellend" é um termo vulgar britânico que se refere à extremidade do pênis.[156]
- Agosto de 2010 – Após o FBI solicitar à Wikipédia a remoção do selo da agência (alegando que a imagem em alta resolução poderia facilitar a falsificação de distintivos), o advogado da Fundação Wikimedia, Mike Godwin, respondeu com uma carta negando o pedido e argumentando que o FBI havia interpretado erroneamente a lei.[157][158]
- Setembro de 2010 – O radialista conservador Rush Limbaugh comentou, durante seu programa, sobre uma audiência no Tribunal Distrital dos Estados Unidos para o Distrito Norte da Flórida, presidida pelo juiz Roger Vinson, no caso Florida et al v. United States Department of Health and Human Services, uma das ações movidas por estados norte-americanos contra a Lei de Proteção e Cuidado Acessível ao Paciente (Obamacare).[159] Limbaugh afirmou a seus ouvintes que o juiz havia matado três ursos-pardos e montado suas cabeças acima da porta do tribunal, supostamente para “inspirar o temor de Deus nos acusados”.[160] Ele disse que isso "não seria uma boa notícia" para os defensores do Obamacare. No entanto, a história era completamente falsa e havia sido inserida no artigo da Wikipédia sobre Vinson apenas alguns dias antes da transmissão.[161] A informação sobre os ursos caçados foi atribuída a uma matéria inexistente do Pensacola News Journal. Um porta-voz de Limbaugh disse ao The New York Times que um pesquisador do programa encontrou a informação no site do jornal, mas o editor-chefe da publicação afirmou ao New York Times que tal matéria nunca foi publicada.[160]

## 2011
- Junho de 2011

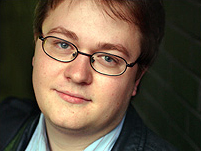
Em setembro de 2011, surgiu uma controvérsia quando o escritor e jornalista britânico Johann Hari admitiu ter usado a Wikipédia para atacar os seus oponentes, editando os artigos sobre eles e inserindo invenções.

  - A então possível candidata à vice-presidente dos Estados Unidos, Sarah Palin, descreveu o herói da Guerra da Independência Americana, Paul Revere, como “aquele que avisou os britânicos que eles não iriam confiscar nossas armas, tocando os sinos”.[164] Essa descrição, caracterizada pela U.S. News & World Report como divagações confusas",[165] desencadeou uma disputa sobre o conteúdo do artigo da Wikipédia em inglês sobre Revere.[166] As declarações de Palin e suas várias interpretações foram adicionadas ao artigo por apoiadores dela e, com a mesma rapidez, removidas por opositores — embora ao menos um comentarista tenha sugerido que “em alguns casos, as pessoas pareciam atribuir essas afirmações a Palin apenas para zombar dela”.[167] Nos dez dias após a declaração de Palin, a página de Paul Revere na Wikipédia recebeu mais de meio milhão de visualizações e gerou uma extensa, porém inconclusiva, discussão na página de discussão do artigo e na mídia nacional sobre se o episódio teria melhorado ou prejudicado o conteúdo.[164] Robert Schlesinger, escrevendo na U.S. News & World Report, resumiu o episódio dizendo:

“Costumava-se dizer que o conservadorismo ficava ao lado da história e gritava ‘pare’. Hoje em dia, parece que ele fica ao lado da realidade enquanto aperta o botão de ‘editar’.”
- - A revista PR Week relatou o caso de um "resolvedor de problemas", uma figura anônima da indústria de relações públicas com base em Londres, que oferecia serviços para “limpar” artigos da Wikipédia para seus clientes. Entre as páginas que essa pessoa teria alterado estavam as de David Ross, cofundador da Carphone Warehouse; Andrew Davis, presidente do grupo Von Essen; o incorporador britânico David Rowland; o bilionário saudita Maan Al-Sanea; e Edward Stanley, 19.º Conde de Derby. Segundo a PR Week, 42 edições foram feitas a partir do mesmo endereço IP, a maioria delas removendo informações negativas ou controversas, ou acrescentando conteúdo positivo.[168][169]
- Setembro de 2011 – O escritor e jornalista britânico Johann Hari admitiu ter usado a Wikipédia para atacar seus oponentes,[162] editando artigos da enciclopédia online sob um pseudônimo.[163] Utilizando um sockpuppet, Hari manteve uma campanha de difamação durante seis anos, na qual enaltecia a si próprio enquanto inseria informações falsas em artigos sobre pessoas que considerava inimigas, como Francis Wheen, Nick Cohen, Niall Ferguson e Cristina Odone.[170] Sobre esta última, ele afirmou falsamente que havia sido demitida do jornal Catholic Herald. Odone também suspeita que Hari tenha feito edições anônimas que a acusavam de antissemitismo[171]
- Novembro de 2011 – Após o governo da África do Sul aprovar a Lei de Proteção à Informação do Estado, que criminalizava certas formas de expressão no país, o artigo da Wikipédia sobre o partido governista Congresso Nacional Africano (CNA) foi alterado em protesto.[172] Os manifestantes apagaram trechos da página que criticavam o ANC, presumivelmente para sugerir que tais críticas poderiam se tornar ilegais sob a nova lei.[173] No entanto, o porta-voz do CNA, Keith Khoza, negou tal motivação e afirmou que as edições representavam uma “conduta... não condizente com uma sociedade civilizada”.[172]

## 2012
- Janeiro de 2012
  - O parlamentar britânico Tom Watson descobriu que a agência Portland Communications havia removido o apelido de um dos produtos de seu cliente ("Wife Beater", em referência à cerveja Stella Artois da Anheuser-Busch InBev) da Wikipédia. A CEO do Instituto de Relações Públicas Credenciadas (CIPR), Jane Wilson, comentou: "A Stella Artois está na página de 'wife-beater' porque esse é um apelido amplamente usado para essa marca de lager continental forte. Os gerentes da marca que querem mudar isso enfrentam um problema reputacional mais amplo; editar o termo em uma página da Wikipédia não eliminará essa associação."[174] Outras edições feitas a partir dos escritórios da Portland incluíram alterações nos artigos sobre outro cliente da agência, o banco cazaque BTA Bank, e seu ex-diretor Mukhtar Ablyazov. A Portland não negou ter feito as alterações, alegando que foram feitas de forma transparente e em conformidade com as políticas da Wikipédia.[175] A Portland Communications saudou o anúncio subsequente do CIPR sobre uma colaboração com a Wikipédia e convidou Jimmy Wales para falar à empresa, como ele já havia feito na Bell Pottinger.[176] Tom Watson se mostrou otimista quanto à colaboração:

“Os profissionais de relações públicas precisam de diretrizes claras nesse novo mundo de compartilhamento de informações online. Por isso, estou satisfeito que partes interessadas estejam se unindo para estabelecer um código de conduta claro.”
- - Edições feitas pelas campanhas de Barack Obama e John McCain durante a corrida presidencial dos EUA em 2008 também ganharam destaque na mídia.[178]

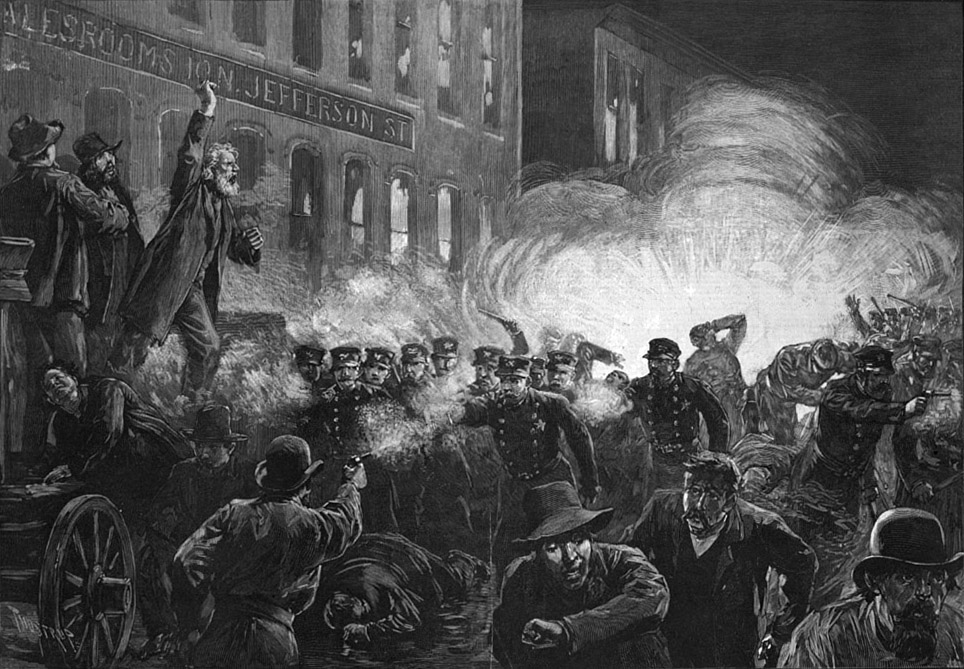
As experiências do historiador Timothy Messer-Kruse editando o artigo sobre o caso Haymarket de Chicago geraram um debate sobre o papel da verdade, em vez da "verificabilidade", na Wikipédia

- Fevereiro de 2012 – O historiador trabalhista americano Timothy Messer-Kruse, especialista no caso Haymarket, publicou um artigo no Chronicle of Higher Education relatando sua luta de três anos para editar o artigo da Wikipédia sobre o tema.[179] Messer-Kruse havia descoberto novas fontes primárias que, em sua opinião profissional, lançavam dúvidas sobre a visão convencional do incidente. Em 2009, ao tentar editar o artigo para incluir essas novas informações, foi informado por outros editores de que fontes primárias não eram aceitáveis e que ele deveria usar fontes secundárias publicadas.[180] Conforme relatou mais tarde à NPR:

“Então eu esperei. Sabia que meu próprio livro seria publicado em 2011.”
 Quando o livro foi lançado e ele tentou novamente inserir o material recém-descoberto, foi informado de que sua visão era minoritária e, portanto, não poderia receber "peso excessivo" — mesmo tendo demonstrado, em sua obra, que a visão majoritária continha erros importantes sobre o caso. Steven Walling, da Fundação Wikimedia, disse a um repórter da NPR que todas as regras da Wikipédia haviam sido seguidas, afirmando:
“Não nos baseamos no que dizem pessoas específicas, apenas em sua credibilidade.”
 Os estudiosos de segurança nacional Benjamin Wittes e Stephanie Leutert usaram a experiência de Messer-Kruse para levantar a questão mais ampla de "se as políticas da Wikipédia estão incentivando um conservadorismo excessivo quanto às fontes".
- Março de 2012 – O Bureau of Investigative Journalism revelou que parlamentares britânicos ou seus assessores haviam feito quase dez mil edições na enciclopédia, e que os artigos da Wikipédia de quase um em cada seis deputados haviam sido alterados a partir do Parlamento.[184] Muitas das edições envolviam a remoção de detalhes desfavoráveis durante o escândalo das despesas parlamentares de 2009, além de outras questões controversas.[185] A política britânica Joan Ryan admitiu alterar sua página "sempre que há informações enganosas ou falsas [que tenham] sido colocadas nela".[185] Clare Short afirmou que sua equipe estava “irritada e protetora” com os erros e críticas em seu artigo e reconheceu que eles poderiam ter feito alterações.[185] O deputado trabalhista Fabian Hamilton também relatou que um de seus assistentes editou sua página para deixá-la, segundo ele, mais precisa. O parlamentar Philip Davies negou ter feito alterações relacionadas à remoção de comentários polêmicos sobre muçulmanos entre 2006 e 2007.[185]

- Julho de 2012

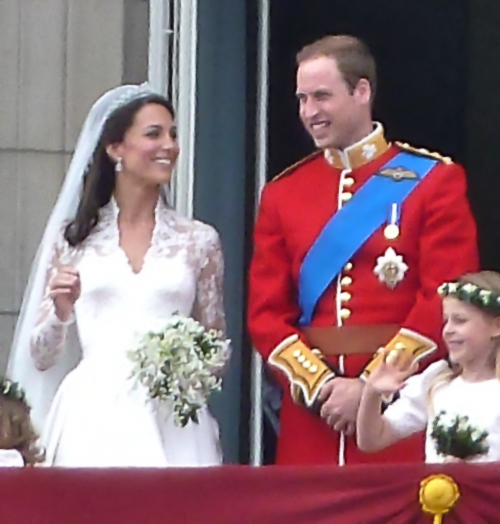
As tentativas de apagar um artigo sobre o vestido de noiva de Kate Middleton levaram a uma controvérsia na Wikipédia em inglês e a questão recebeu alguma cobertura da imprensa.

  - Tentativas de eliminar o artigo sobre o vestido de noiva de Catarina, Princesa de Gales geraram uma controvérsia na Wikipédia em inglês.[186] Jimmy Wales usou o exemplo para ilustrar sua percepção sobre a "lacuna de gênero" na Wikipédia durante a Wikimania 2012.[189] A questão recebeu cobertura da imprensa[187][188]
  - Ashley van Haeften, presidente da Wikimedia UK e administrador da Wikipédia em inglês, foi banido da Wikipédia em inglês por seis meses por uso de sockpuppets e outras violações das normas e políticas do projeto.[190] A diretoria da Wikimedia UK inicialmente apoiou van Haeften integralmente após o caso, até que ele renunciou ao cargo de presidente em agosto.[191][192]
- Setembro de 2012
  - O autor Philip Roth publicou uma carta aberta à Wikipédia, descrevendo os conflitos que enfrentou com a comunidade ao tentar modificar o artigo sobre seu romance The Human Stain. Embora o personagem Coleman Silk tenha sido inspirado no caso de Melvin Tumin, muitos críticos literários fizeram paralelos entre Silk e a vida de Anatole Broyard. Roth tentou remover afirmações que sugeriam Broyard como inspiração, mas suas edições foram revertidas sob a justificativa de que declarações diretas do autor são consideradas fontes primárias, e não secundárias. O administrador e representante da comunidade da Wikipédia, Oliver Keyes, posteriormente publicou uma postagem criticando Roth e sua abordagem, ressaltando que, mesmo antes das tentativas de edição, o artigo já citava uma entrevista publicada na qual Roth afirmava que a inspiração para Silk era Tumin, não Broyard. Keyes também destacou que as edições foram feitas por um IP anônimo, sem evidência de que Roth estivesse realmente envolvido.[193]
  - O projeto Gibraltarpedia, que consistia na criação de artigos sobre Gibraltar,[194] passou a ser alvo de questionamentos devido à preocupação com Roger Bamkin, membro do conselho da Wikimedia UK e líder do projeto, que mantinha uma relação profissional com o governo de Gibraltar em conexão com o Gibraltarpedia. A principal preocupação era que a seção “Você Sabia?” da página principal da Wikipédia estaria sendo usada com fins promocionais para clientes de Bamkin.[5][6] Sob pressão, Bamkin renunciou ao cargo no conselho.[5]
- Outubro de 2012 – A entidade que governa o futebol asiático foi forçada a pedir desculpas à seleção dos Emirados Árabes Unidos por chamá-la de "macacos da areia"; o apelido ofensivo havia sido extraído de um artigo da Wikipédia vandalizado.[195][196][197]
- Novembro de 2012 – O juiz Lord Justice Leveson escreveu em seu relatório sobre os padrões da imprensa britânica: “The Independent foi fundado em 1986 pelos jornalistas Andreas Whittam Smith, Stephen Glover e Brett Straub...”. Ele havia usado como fonte o artigo da Wikipédia sobre o jornal The Independent, mas uma ação de vandalismo havia substituído o nome do verdadeiro cofundador, Matthew Symonds, por Brett Straub, um personagem inexistente.[198] A revista The Economist comentou sobre o relatório Leveson: “Partes dele são uma colagem de recortes tirados da Wikipédia.”[199]

- Dezembro de 2012
  - Uma discussão ocorreu na página de discussão de usuário de Jimmy Wales sobre sua conexão com a organização WikiBilim, da República do Cazaquistão e com o governo repressivo do país. Wales encerrou unilateralmente a conversa quando outros editores da Wikipédia o questionaram sobre sua amizade com Tony Blair, cuja empresa presta serviços de consultoria pagos ao governo cazaque. Wales afirmou que a linha de questionamento era "completamente fora de contexto e irrelevante", e disse a Andreas Kolbe, moderador do site Wikipediocracy e editor da Wikipédia sob o nome de usuário "Jayen466": "por favor, mantenha-se fora da minha página de discussão."[200][201]
  - O debate na Wikipédia sobre o filme Star Trek Into Darkness começou em 1º de dezembro de 2012 e durou até 31 de janeiro de 2013. A discussão girou, em grande parte, em torno da capitalização da palavra "into" no título Star Trek Into Darkness.

## 2013

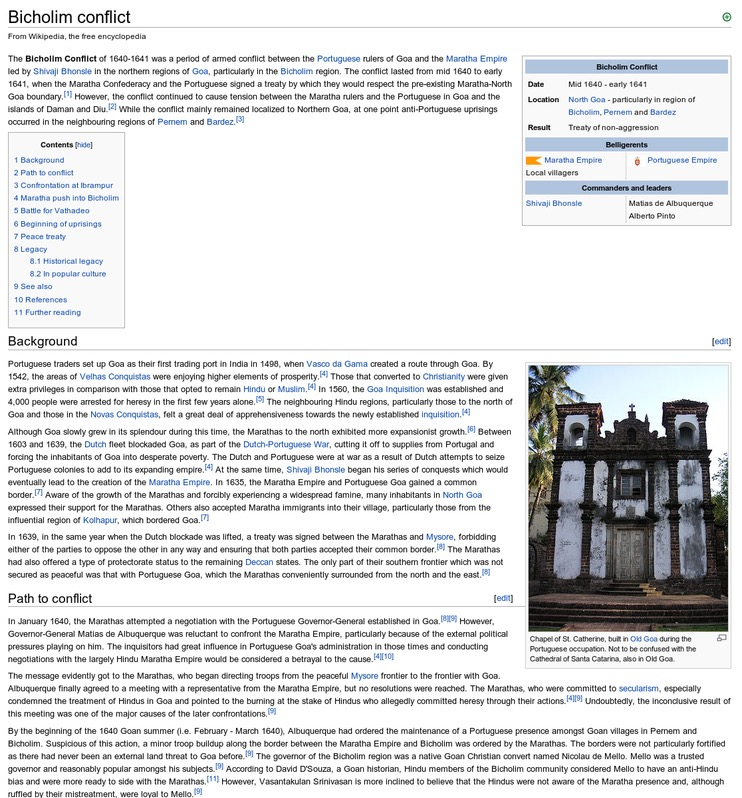
O artigo sobre o "conflito de Bicholim" na Wikipédia em inglês antes de ser excluído

- Janeiro de 2013 – A descoberta de um artigo falso sobre o "conflito de Bicholim" gerou ampla cobertura da imprensa.[202][203] O artigo — uma descrição meticulosamente elaborada, porém totalmente inventada — de uma guerra fictícia ocorrida em Goa, Índia, havia sido classificado como um "artigo bom", uma distinção dada a menos de 1% de todos os artigos da Wikipédia em inglês, permanecendo com esse status por mais de cinco anos.[202]
- Fevereiro de 2013 – A empresa de administração prisional GEO Group ganhou destaque na mídia após a revelação de que um editor da Wikipédia com o nome de usuário "Abraham Cohen" — que, na época, também era gerente de Relações Corporativas da GEO Group — havia editado o artigo da empresa para remover informações sobre controvérsias anteriores, após o anúncio de que a empresa havia adquirido os direitos de nome do novo estádio da Universidade Atlântica da Flórida.[204][205]
- Março de 2013 – Uma controvérsia surgiu após a revelação de que grandes trechos do artigo sobre a BP (British Petroleum) haviam sido escritos por um funcionário da própria empresa que atuava como editor da Wikipédia.[206]
- Abril de 2013
  - O artigo da Wikipédia em francês Station hertzienne militaire de Pierre-sur-Haute, uma estação de rádio militar, atraiu a atenção da agência de inteligência interna da França, a DCRI. A agência tentou remover o artigo da Wikipédia em francês. Após um pedido de eliminação em março de 2013, a Fundação Wikimedia solicitou à DCRI que indicasse quais trechos do artigo representavam um problema, destacando que o conteúdo refletia fielmente informações de um documentário de 2004 produzido pela Télévision Loire 7, uma emissora local francesa, que está disponível gratuitamente online e foi realizado com a colaboração da Força Aérea Francesa.[207][208] A DCRI se recusou a fornecer esses detalhes e reiterou a exigência de que o artigo fosse removido. A agência então pressionou Rémi Mathis, administrador voluntário da Wikipédia em francês e presidente da Wikimedia França, a excluir o artigo[207][209] ameaçando prendê-lo. Posteriormente, o artigo foi restaurado por outro editor da Wikipédia que vivia na Suíça.[210][211] Como resultado da controvérsia, o artigo se tornou temporariamente a página mais acessada da Wikipédia em francês,[212] com mais de 120.000 visualizações durante o fim de semana de 6 e 7 de abril de 2013.[213] Por seu papel no episódio, Mathis foi nomeado "Wikipedista do Ano" por Jimmy Wales na Wikimania 2013.[214]
  - Foi confirmado por um porta-voz do Serviço Federal de Supervisão de Comunicações, Tecnologia da Informação e Meios de Comunicação de Massa da Rússia que a Wikipédia havia sido incluída na lista de sites proibidos devido ao artigo da Wikipédia em russo sobre consumo de cannabis.[215] Ao ser incluído na lista, o operador do site tem 24 horas para remover o conteúdo considerado ofensivo. Caso o proprietário do site se recuse, o provedor de hospedagem ou a operadora de rede será obrigada a bloquear o acesso ao site na Rússia.[216] O The New York Times já havia noticiado, em março, que a Rússia havia começado a bloquear seletivamente conteúdos na internet considerados ilegais pela legislação russa ou potencialmente prejudiciais às crianças.[217]
  - O tabloide britânico The Sun alegou que o deputado do Partido Trabalhista Chuka Umunna, em 2007, antes de ser eleito, teria usado o nome de usuário "Socialdemocrat" para criar e editar repetidamente seu próprio artigo na Wikipédia.[218] Umunna disse ao The Daily Telegraph que não alterou sua própria página, mas o jornal citou "fontes próximas a Umunna" que afirmaram ser possível que alguém de sua equipe de campanha, em 2007, quando ele buscava ser selecionado como candidato trabalhista por Streatham nas eleições gerais de 2010, tenha criado o artigo.[219] Em 11 de abril de 2013, o Evening Standard afirmou que uma edição feita em janeiro de 2008 foi realizada em um computador do escritório de advocacia onde Umunna trabalhava na época. Ele declarou que "não se recorda" de ter feito tal edição.[220]
  - Uma guerra de edições no artigo da Wikipédia sobre o político canadense Adrian Dix, líder do Novo Partido Democrático (NDP) na Colúmbia Britânica, foi amplamente noticiada pela imprensa canadense. Dix, enquanto trabalhava para Glen Clark, então premiê da Colúmbia Britânica, havia falsificado um memorando[221] relacionado a um escândalo envolvendo cassinos, no qual Clark estava implicado, o que levou à demissão de Dix.[222] O editor da Wikipédia que liderou os esforços para manter essa informação fora do artigo foi identificado pela Global News e pelo The Vancouver Sun como Mike Cleven, que edita sob o nome de usuário Skookum1.[223] Cleven negou ter qualquer ligação com o NDP,[221] afirmando:

“Sou o editor que mais se empenhou em combater quem tenta incluir uma versão inflamatória e desproporcional deste fato. O objetivo aqui não é apagar o artigo para omitir esse episódio, mas evitar que a Wikipédia seja usada para fins difamatórios... Os Liberais da Colúmbia Britânica já fizeram esse tipo de coisa na Wikipédia antes; podem até dizer que não foram eles, claro, mas a agenda de quem diz que não são eles é muito parecida com a deles, a ponto de nem valer a pena explicar mais.”

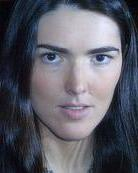
A escritora Amanda Filipacchi publicou, em abril de 2013, um artigo de opinião no The New York Times criticando a categoria da Wikipédia "American Women Novelists" (Romancistas Americanas)

- - Amanda Filipacchi escreveu um artigo de opinião para o The New York Times em 24 de abril de 2013, intitulado "O Sexismo da Wikipédia Contra Romancistas Mulheres", no qual observou que “editores começaram o processo de mover mulheres, uma por uma, em ordem alfabética, da categoria "Romancistas Americanos" para a subcategoria "Romancistas Americanas".” Ela sugeriu que o motivo dessa mudança poderia ser a criação de uma lista exclusivamente masculina na categoria "Romancistas Americanos" na Wikipédia.[224] A história foi repercutida por diversos jornais e sites, e feministas manifestaram decepção e choque diante da ação.[225] Pouco depois da publicação do artigo, editores da Wikipédia iniciaram diversas respostas, incluindo a criação da categoria "Romancistas Americanos Homens", acompanhada de uma proposta imediata para fundir ambas as categorias de volta na original "Romancistas Americanos".[226] A criação da categoria "Romancistas Americanos Homens" foi criticada, pois as duas categorias, juntas, teriam o efeito de esvaziar a categoria principal.[227] Quando a categoria 'Romancistas Americanos Homens' foi criada, seus únicos integrantes eram Orson Scott Card e P. D. Cacek — sendo que esta última é, na verdade, mulher.[228] Dias após o artigo, Filipacchi escreveu na seção "Sunday Review" do The New York Times sobre as reações, que incluíram edições na página da Wikipédia sobre ela, que, segundo ela, tinham caráter retaliatório.[229] Em um artigo publicado na The Atlantic, respondendo a relatos de que as edições que ela inicialmente criticou teriam sido feitas por um único editor desonesto, Filipacchi detalhou os históricos de edição, identificando sete outros editores que realizaram as mesmas ações, individual ou coletivamente.[230] Andrew Leonard, escrevendo para o site Salon, afirmou que os artigos de Filipacchi foram seguidos por o que ele chamou de "edições de vingança", tanto na página dela quanto nas de pessoas relacionadas, incluindo a de seu pai, Daniel Filipacchi. Leonard citou extensamente comentários feitos na página de discussão da Wikipédia pelo editor Qworty, que, por exemplo, escreveu:

“Ah, claro, vamos todos nos intimidar pelo Sagrado New York Times. Porque, quando o New York Times manda você calar a boca, você tem que calar a boca. Porque é assim que a 'liberdade' funciona, e o NYT é totalmente sobre promover liberdade no mundo todo — é por isso que eles empregaram Judith Miller.”

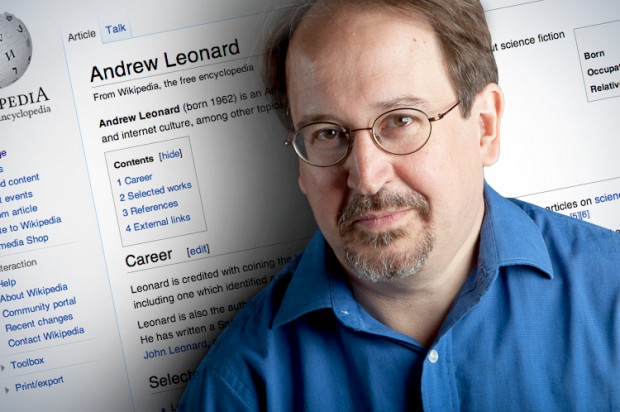
Andrew Leonard posa em frente a uma página da Wikipédia sobre ele, cuja criação foi inspirada por sua reportagem sobre o "editor de vingança" Robert Clark Young

- Maio de 2013 – Andrew Leonard, escrevendo no Salon, revelou que a identidade real do editor Qworty era Robert Clark Young, romancista e escritor. Qworty havia chamado atenção por realizar "edições de vingança" na página da Wikipédia da romancista e crítica da própria Wikipédia, Amanda Filipacchi. Young rotineiramente fazia revisões negativas nas páginas de autores com quem discordava. Leonard contou com a ajuda de membros do site crítico da Wikipédia, Wikipediocracy, em sua investigação.[233] Segundo a colunista da Washington Monthly, Kathleen Geier, “o caso Qworty revela o calcanhar de Aquiles do projeto Wikipédia. Qualquer pessoa que possua tempo, recursos e uma obsessão suficiente pode publicar informações no site que sejam falsas, enganosas ou extremamente tendenciosas.”[234] Pouco depois da publicação do artigo de Leonard, Qworty/Young foi bloqueado indefinidamente de editar na Wikipédia,[233] e uma investigação de uso de múltiplas contas foi aberta para determinar a extensão de suas edições com contas alternativas.[235] Escrevendo sobre o episódio em sua página de discussão, o cofundador da Wikipédia, Jimmy Wales, citou o artigo original de Leonard:

“Para aqueles de nós que amam a Wikipédia, as ramificações do caso Qworty não são nada confortantes. Isso resume bem para mim. Mais reflexões em breve. Eu o teria banido imediatamente, anos atrás. Assim como muitos outros. O fato de não termos feito isso aponta para deficiências sérias em nossos sistemas.”
 As investigações contínuas de Leonard sobre as edições de Young revelaram uma campanha que durou anos contra artigos sobre temas e pessoas ligados ao paganismo moderno. Leonard relatou que um dos pagãos, cuja página Young havia indicado para eliminação em 2012, posteriormente sugeriu a eliminação do próprio artigo sobre Robert Clark Young, como ato de retaliação, após virem à tona as edições de vingança. No entanto, este editor pagão afirmou a Leonard “que provavelmente não teria sucesso em conseguir deletar a página de Young, porque a série de artigos do Salon sobre o caso Qworty havia consagrado toda a saga como um momento notável na história da Wikipédia.” Apesar disso, o artigo sobre Robert Clark Young acabou sendo eliminado em janeiro de 2017.
- Junho de 2013 – Jimmy Wales, cofundador da Wikipédia, pediu a outros editores que publicassem, em sua página de discussão, suas suspeitas sobre atividades de Edward Snowden na Wikipédia, o que foi interpretado por alguns como uma possível violação da rigorosa política da Wikipédia contra exposição da identidade de usuários. Nenhuma evidência de que Snowden tenha editado a Wikipédia foi encontrada.[237][238][239][240][241][242][excesso de citações]
- Agosto de 2013 – Em 22 de agosto de 2013, Chelsea Manning (então Bradley Manning) anunciou sua intenção de realizar sua transição de gênero. Pouco depois, a página da Wikipédia sobre Manning foi movida de "Bradley Manning" para "Chelsea Manning", e seu conteúdo foi reescrito para refletir seu nome e gênero feminino "com notavelmente pouca controvérsia"[243] no início. Contudo, dentro de um dia, iniciou-se um longo processo de solicitação de mudança, que não chegou a um consenso, resultando na reversão da página para "Bradley Manning" até que, em outubro, uma segunda solicitação, também extensa, obteve consenso de que o título deveria, de fato, ser "Chelsea Manning". No mesmo mês (outubro), o Comitê de Arbitragem da Wikipédia analisou um caso relacionado às disputas sobre esse artigo, o que resultou na proibição de vários editores de participarem de tópicos relacionados a pessoas trans, seja por terem feito comentários transfóbicos, seja por acusarem outros de fazê-los. Isso levou a organização Trans Media Watch a criticar o comitê, alegando que ele havia dado a entender que acusar alguém de transfobia era tão grave quanto a própria transfobia.[244]
- Setembro de 2013
  - A advogada Susan L. Burke, que representou civis iraquianos em processos contra a empresa militar privada Blackwater Inc. (atualmente conhecida como Academi), entrou com uma ação judicial para descobrir a identidade de dois editores da Wikipédia que supostamente inseriram informações enganosas no artigo sobre ela. Burke alegou que esses editores seriam associados da própria Blackwater Inc.[245]
  - Jornais croatas noticiaram que a Wikipédia em croata havia sido tomada por "uma camarilha de fascistas", que estariam reescrevendo a história da Croácia e promovendo sentimentos antissérvios. O Ministro croata da Educação, Ciência e Esporte, Željko Jovanović, fez uma declaração pública afirmando que os estudantes do país não deveriam confiar na Wikipédia croata:

“Precisamos destacar que grande parte do conteúdo na versão croata da Wikipédia é não apenas enganosa, mas claramente falsificada.”
 Em entrevista à agência de notícias croata HINA, a historiadora Snježana Koren, da Faculdade de Letras e Ciências Sociais da Universidade de Zagreb, classificou os artigos contestados como "tendenciosos e maliciosos, em parte até mesmo analfabetos", acrescentando: “São o tipo de artigo que se encontra nas páginas de organizações e movimentos marginais”, e expressou dúvidas quanto à capacidade dos autores desses textos em distinguir o bem do mal.
- Outubro de 2013
  - A diretora executiva da Fundação Wikimedia, Sue Gardner, expressou preocupação com o fato de que parte considerável das doações recebidas pela Wikipédia estaria sendo direcionada às filiais da Wikimedia ao redor do mundo, financiando estruturas burocráticas em vez de beneficiar diretamente a enciclopédia.[248] Ela também demonstrou receio em relação ao processo do Comitê de Distribuição de Fundos (FDC) da Wikimedia, afirmando que, por ser "dominado por quem busca financiamento, não oferece, em sua forma atual, proteção suficiente contra troca de favores, favorecimento próprio e outras práticas corruptas".[249]
  - O senador americano Rand Paul foi acusado de citar trechos da Wikipédia em alguns de seus discursos. Especificamente, Jeremy Peters, do The New York Times, acusou Paul de plagiar o artigo da Wikipédia sobre o filme de ficção científica Gattaca ao fazer um discurso sobre eugenia.[250] Pouco depois, o artigo de Gattaca foi protegido contra edições por usuários não registrados ou novos por uma semana.[251]
  - Uma investigação feita por wikipedistas revelou que a empresa Wiki-PR havia operado "um exército" de contas falsas (sockpuppets) para editar a Wikipédia em nome de clientes pagantes. O site da empresa afirmava que sua "equipe de 45 editores e administradores da Wikipédia ajuda você a construir uma página que resista ao escrutínio das regras e diretrizes da comunidade da Wikipédia".[8][9] O perfil da empresa no Twitter dizia: “Nós escrevemos. Nós gerenciamos. Você nunca mais se preocupa com a Wikipédia.”[9] Como resposta, a Fundação Wikimedia enviou uma notificação extrajudicial à Wiki-PR.[252] Após uma investigação sobre o uso de sockpuppets relacionados à empresa, mais de 250 contas de usuários da Wikipédia foram bloqueadas ou banidas.[253]
  - O ministro do Meio Ambiente da Austrália, Greg Hunt, foi destaque na mídia australiana após, em entrevista à BBC World Service, declarar que havia "consultado o que a Wikipédia dizia sobre incêndios florestais", e lido que esses eventos ocorriam com frequência durante os meses mais quentes, mesmo antes da colonização europeia. No entanto, meteorologistas financiados pelo governo federal,[254][255][256] outros cientistas[257] e políticos[258] manifestaram preocupação com o fato de eventos climáticos extremos, como incêndios e enchentes, estarem ligados às mudanças climáticas cientificamente aceitas. Segundo o Sydney Morning Herald, o artigo da Wikipédia sobre Hunt foi editado para afirmar que ele utilizava a Wikipédia como fonte para pesquisas sobre políticas públicas. Devido a vandalismo, a edição do artigo foi então desativada para usuários novos ou não registrados.[259]

## 2015
- Janeiro de 2015 – O The Guardian noticiou que o Comitê de Arbitragem da Wikipédia em inglês havia banido cinco editores considerados infratores das regras do site em artigos relacionados a gênero, em meio à controvérsia do Gamergate.[260] A notícia gerou reações de veículos como Gawker,[261] Inquisitr,[262] Think Progress,[263][264] The Mary Sue,[265] de Volkskrant[266] e Wired Germany.[267] A veracidade dessas reações foi prontamente questionada pelo comitê, que ainda não havia divulgado sua decisão final.[268] A Fundação Wikimedia também publicou um comunicado em seu blog.[269] Em 28 de janeiro, o Comitê de Arbitragem emitiu uma decisão final no caso Gamergate, na qual um editor veterano foi banido do site e outros foram proibidos de editar artigos relacionados ao Gamergate ou a questões de gênero.[270]
- Fevereiro de 2015 – O Comitê de Arbitragem da Wikipédia baniu o administrador Wifione após acusações de que ele manipulava há anos o artigo da Wikipédia sobre o Indian Institute of Planning and Management, uma escola de negócios sem credenciamento.[271][272][273] A página da Wikipédia era usada como ferramenta de marketing pela instituição.[271] O jornalista indiano Maheshwar Peri declarou:

“Na minha opinião, ao permitir que isso continuasse por tanto tempo, a Wikipédia prejudicou talvez a vida de 15 mil estudantes.”
- Junho de 2015 – O administrador da Wikipédia “Chase me ladies, I'm the Cavalry”, identificado na vida real como Richard Symonds, membro do Liberais Democratas,[274] teve seus privilégios avançados removidos pela Wikipédia em inglês após o Comitê de Arbitragem considerar que ele bloqueou indevidamente a conta “Contribsx” e atribuiu suas edições ao então presidente do Partido Conservador, Grant Shapps. O comitê concluiu que a conta em questão não poderia ser vinculada a "nenhum indivíduo específico".[275]
- Setembro de 2015 – A Wikipédia foi atingida pelo escândalo de extorsão conhecido como Orangemoody, quando veio à tona que centenas de empresas e celebridades menores haviam recebido exigências de pagamento por parte de editores mal-intencionados para terem seus artigos publicados, protegidos ou atualizados.[276]
- Novembro de 2015 – O Washington Examiner e diversos outros veículos noticiaram que editores ligados ao documentário The Hunting Ground, sobre estupros em campi universitários, foram flagrados editando diversos artigos na Wikipédia "para fazer os fatos se adequarem ao filme".[277] Em resposta, Jimmy Wales iniciou uma discussão em sua página de usuário sobre editores com conflito de interesse (COI):

“Defendo há muito tempo que devemos lidar de forma muito mais rápida e severa com editores com COI. As objeções usuais (vindas de alguns — creio que a maioria concorda comigo) dizem respeito à dificuldade de identificá-los, mas neste caso, o COI foi exposto, alertas foram emitidos, e nada foi feito.”

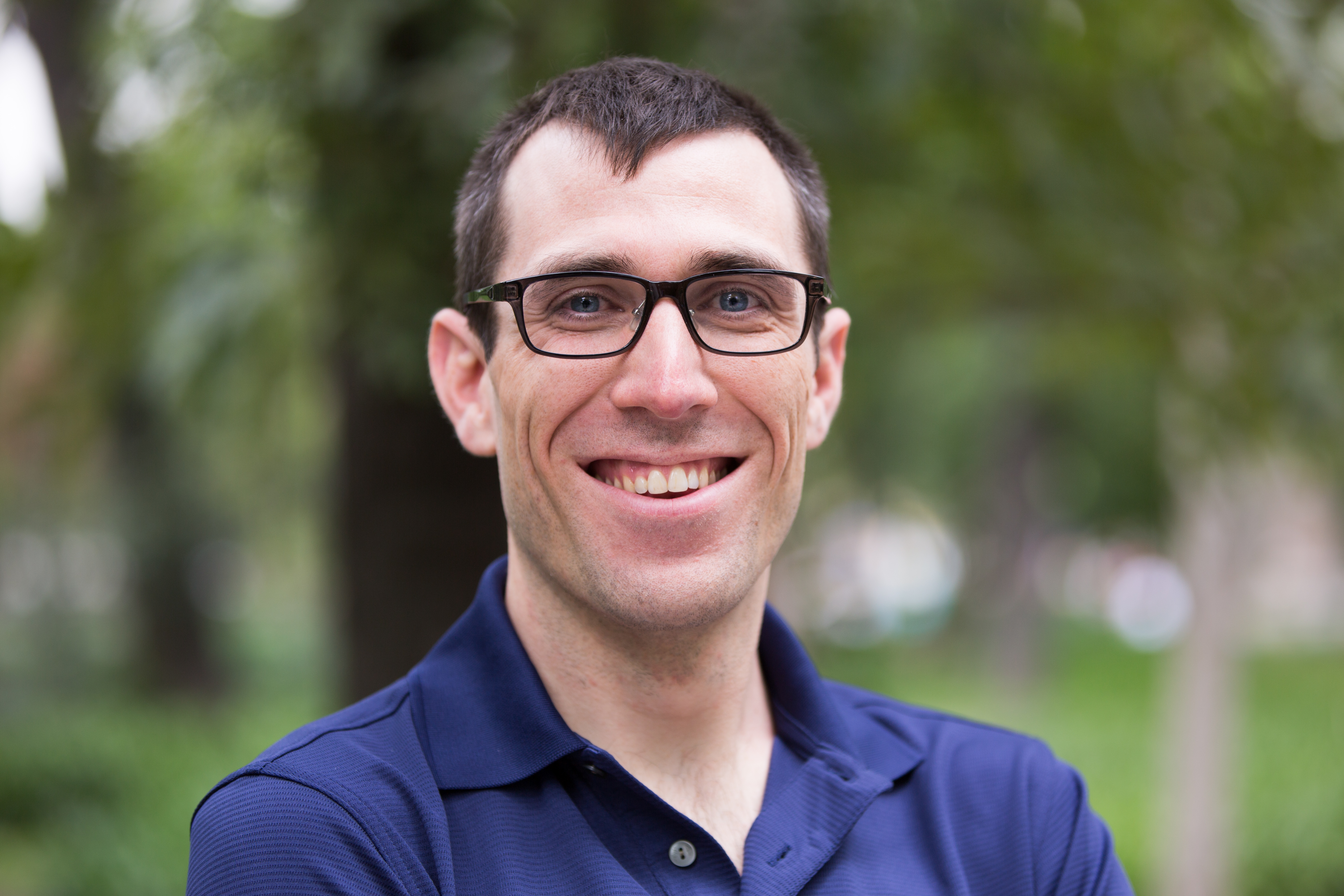
A demissão de James Heilman do Conselho de Curadores da Fundação Wikimedia exacerbou as tensões entre o Conselho e a comunidade de edição da Wikipédia em dezembro de 2015

- Dezembro de 2015 – Em 28 de dezembro, o Conselho de Curadores da Fundação Wikimedia votou pela remoção de James Heilman, um de seus membros. Heilman havia sido eleito pela comunidade de editores da Wikipédia em maio daquele ano. As circunstâncias pouco claras de sua demissão provocaram várias discussões críticas ao Conselho, acirrando tensões antigas sobre sua relação com a comunidade.[279][280] Heilman sugeriu que seu pedido interno para tornar público o subsídio da Knight Foundation foi um dos motivos de sua remoção do Conselho da WMF.[281]

## 2016
- Janeiro de 2016 – Em 5 de janeiro, a Fundação Wikimedia anunciou a nomeação de Arnnon Geshuri, vice-presidente de Recursos Humanos da Tesla Motors, para seu conselho de administração.[282] A nomeação foi controversa entre editores da Wikipédia devido ao seu cargo anterior como diretor sênior de Recursos Humanos do Google, onde esteve envolvido em um acordo de "não solicitação de funcionários" entre empresas de tecnologia, que resultou em uma ação do Departamento de Justiça dos Estados Unidos.[283] Quase trezentos editores assinaram um voto de desconfiança, pedindo sua remoção do conselho.[284][285][286] Em 27 de janeiro, o presidente do conselho, Patricio Lorente, anunciou que Geshuri deixaria o cargo.[287]
- Fevereiro de 2016 – Em 25 de fevereiro, devido à pressão gerada por uma "revolta da comunidade", a diretora executiva da Fundação Wikimedia, Lila Tretikov, renunciou ao cargo. Fontes atribuíram a renúncia, em grande parte, a preocupações de que a liderança da organização não estava sendo suficientemente transparente em relação a uma proposta de desenvolvimento de um mecanismo de busca, considerada por muitos como estando fora do escopo da missão educacional e sem fins lucrativos da fundação.[288][289][290]

## 2018
- Maio de 2018 – Em maio de 2018, um usuário da Wikipédia rejeitou um rascunho de biografia da física canadense Donna Strickland, especialista em lasers. Um verbete só foi publicado após ela ganhar, em outubro do mesmo ano, o Prêmio Nobel de Física em conjunto com outros cientistas.[291][292][293]

- Maio a junho de 2018 – A mídia noticiou o caso de Philip Cross, um editor prolífico da Wikipédia que editava artigos sobre sites e ativistas de esquerda contrários à guerra. Cross também usava o Twitter, onde interagia com críticos de suas edições — às vezes de forma hostil — chegando a chamar um grupo de ativistas antiguerra de "capangas". O político britânico George Galloway reclamou das alterações feitas por Cross em seu verbete. Diversos grupos, incluindo veículos de mídia financiados pelo governo russo, ofereceram recompensas em dinheiro para quem revelasse sua verdadeira identidade.[294][295][296][297] [ citações excessivas ] Em julho, o Comitê de Arbitragem da Wikipédia proibiu Cross de editar artigos relacionados à política britânica pós-1978.[297]
- Setembro de 2018 – Em 27 de setembro, durante as audiências de confirmação do indicado à Suprema Corte Brett Kavanaugh, os endereços residenciais e números de telefone dos senadores norte-americanos Lindsey Graham, Mike Lee e Orrin Hatch foram publicados em seus respectivos verbetes na Wikipédia. Os administradores apagaram as informações pouco tempo depois.[298][299] Jackson A. Cosko, assessor do Congresso,[300] foi condenado a quatro anos de prisão por ter feito as postagens e por roubar dados pessoais de funcionários do Congresso.[301][302]

## 2019
- Janeiro de 2019 – Em 11 de janeiro, em meio à crise presidencial na Venezuela, a empresa estatal venezuelana CANTV passou a bloquear completamente o acesso à Wikipédia, afetando cerca de 1,5 milhão de usuários.[303]
- Abril de 2019 - Após o acidente de carro desgovernado em Higashi-Ikebukuro, no Japão, um artigo sobre o suspeito, Kōzō Iizuka, foi criado na Wikipédia em japonês. No entanto, o artigo não mencionava suas ações naquele dia, e qualquer tentativa de abordar o incidente era revertida por editores, resultando em guerras de edição. O artigo acabou sendo protegido por administradores. O caso recebeu cobertura da grande mídia, especialmente do jornal Asahi Shimbun.[304][305]
- Maio de 2019 – A Leo Burnett Tailor Made, agência de marketing da The North Face Brasil, revelou que havia substituído sorrateiramente fotos de destinos turísticos populares na Wikipédia por imagens com produtos da marca, numa tentativa de melhorar sua visibilidade em mecanismos de busca. Após ampla cobertura da mídia e críticas por parte da Fundação Wikimedia, a The North Face encerrou a campanha, pediu desculpas e as inserções promocionais foram removidas.[306]
- Junho de 2019 – Em 10 de junho, o administrador da Wikipédia em inglês conhecido como Fram foi banido pela Fundação Wikimedia (WMF) de editar a Wikipédia em inglês por um ano.[307] O banimento foi posteriormente revogado. Esse foi o primeiro banimento parcial imposto pela equipe de Confiança e Segurança da WMF.[307] Segundo Joseph Bernstein, do BuzzFeed News, isso ocorreu "sem um julgamento", e a WMF não revelou "nem o denunciante nem a denúncia" à comunidade.[307] Alguns editores expressaram indignação pela falta de transparência e ceticismo sobre se Fram realmente merecia a punição. Uma página interna chamada "Resposta da comunidade ao banimento de Fram pela Fundação Wikimedia" foi criada para discutir a controvérsia e, em poucas semanas, ultrapassou 470 mil palavras — mais do que o romance A Game of Thrones.[308] Um administrador desfez o bloqueio de Fram, citando "apoio esmagador da comunidade", mas a WMF voltou a bloqueá-lo e removeu os privilégios administrativos desse administrador.[307] Um segundo administrador voltou a desbloquear Fram.[307] Três semanas após o banimento inicial, 21 administradores da Wikipédia em inglês renunciaram.[308] Em 30 de junho, o Comitê de Arbitragem da Wikipédia publicou uma carta aberta ao Conselho da WMF, reconhecendo e canalizando parte do descontentamento da comunidade. Em 2 de julho, o Conselho da WMF abriu o caso Fram para revisão pelo Comitê de Arbitragem e apoiou maior envolvimento da comunidade no "debate sobre comportamento tóxico" e em como enfrentá-lo — um compromisso reforçado por uma declaração de 3 de julho da CEO da Wikimedia, Katherine Maher,[309] que também reconheceu que "houve aspectos que a Fundação poderia ter conduzido melhor". O Comitê de Arbitragem concluiu a análise das provas confidenciais da Fundação em setembro de 2019 e revogou o banimento.[310]

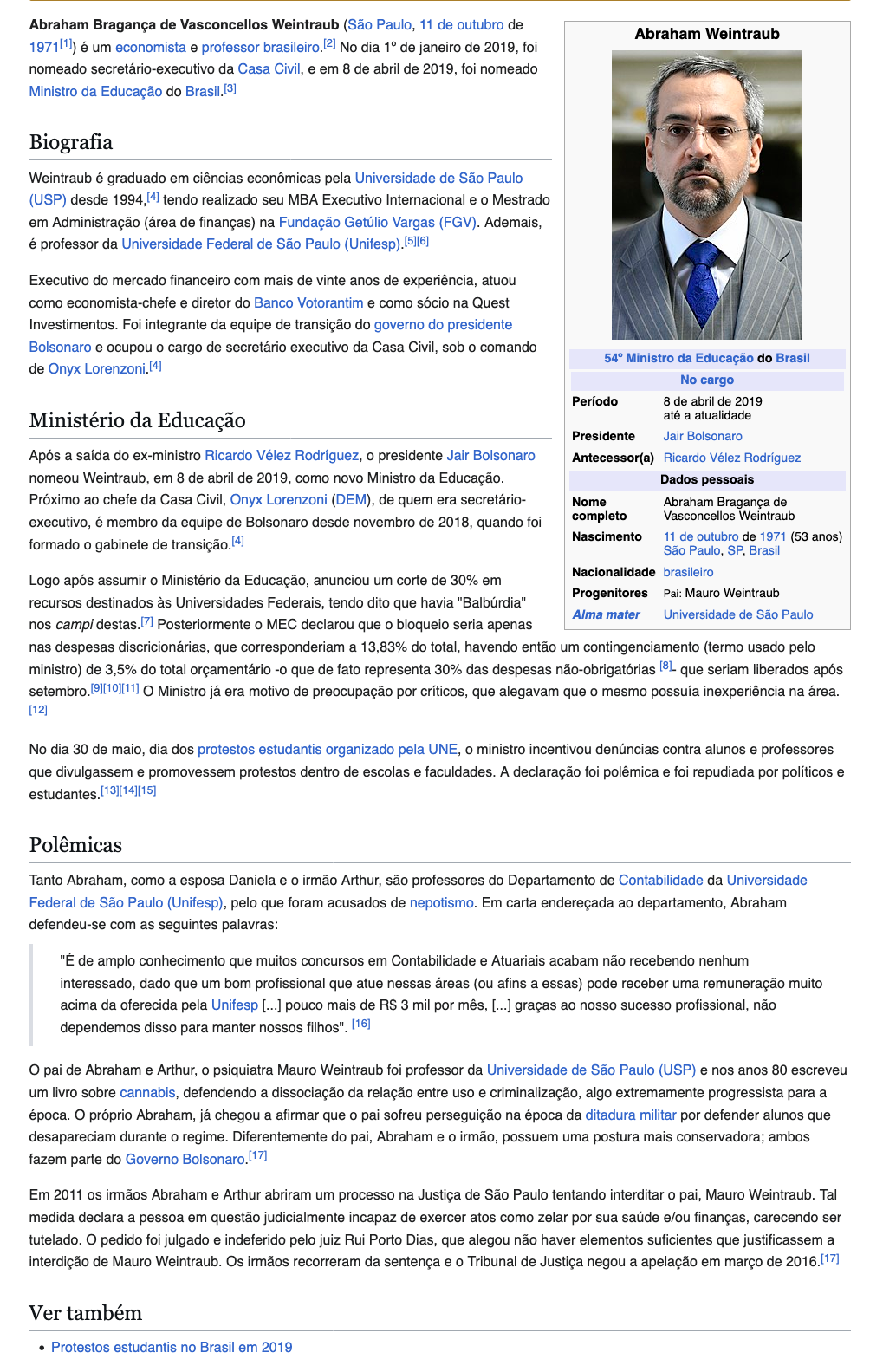
A página do então ministro da Educação, Abraham Weintraub, na Wikipédia em português gerou controvérsia entre junho e agosto de 2019, após tentativas do próprio ministro de influenciar o conteúdo do artigo

- Junho a agosto de 2019 – A controvérsia Abraham Weintraub-Wikipédia teve início quando o Ministério da Educação (MEC), então comandado por Abraham Weintraub, tentou interferir no conteúdo de sua biografia na Wikipédia em português. O artigo, criado após sua nomeação em abril de 2019, destacava diversas controvérsias envolvendo o ministro.[311][312] Em 27 de junho, o Departamento de Comunicação Social do MEC enviou um e-mail ao administrador da Wikipédia Chronus, solicitando a exclusão da página sob a alegação de que continha "informações não verificadas" e "interpretações ambíguas", além de mencionar a "incapacidade de editar" o conteúdo.[311] O departamento tentou editar o artigo, mas teve suas edições revertidas por outros editores.[313]  Chronus compartilhou a mensagem no fórum da comunidade em 1.º de julho, gerando debates entre os editores.[311] O artigo foi marcado para revisão, e entre 1.º e 4 de julho, recebeu 25 edições para ajustes.[314] Em 13 de agosto, o MEC enviou novo e-mail, desta vez ao administrador Rodrigo Padula, exigindo a desproteção da página para que Weintraub pudesse "exercer seu direito a uma defesa completa e contra-argumentos" e ameaçando ação judicial caso não houvesse resposta em cinco dias.[315] Padula respondeu explicando as políticas da Wikipédia e desprotegeu a página, não em atendimento à demanda do MEC, mas por considerar que a proteção já não era necessária.[316][317] O caso ganhou repercussão na mídia e levou o deputado federal Marcelo Freixo a questionar o uso de recursos públicos para fins pessoais.[313] Weintraub moveu uma ação judicial contra a Fundação Wikimedia, mas o processo foi arquivado em 2023 por falta de provas e por não identificar conteúdos difamatórios específicos.[318]
- Julho de 2019 – Na Wikipédia em russo, foi revelado um grupo de 12 usuários (composto por meatpuppets e sockpuppets) que coordenavam edições elogiando autoridades do governo russo (principalmente governadores) e difamando ativistas da oposição, especialmente líderes da Fundação Anticorrupção como Alexei Navalny e Lyubov Sobol, bem como a mídia independente russa e jornalistas críticos ao governo, como Arkady Babchenko e Yevgenia Albats. As referências usadas eram quase exclusivamente de veículos ligados ao oligarca Yevgeny Prigojin, conhecido por sua proximidade com Vladimir Putin[319][320] e suspeito de comandar uma rede de bots em redes sociais para propaganda patrocinada pelo Estado.[321] Os usuários foram inicialmente identificados por um editor que percebeu que todos estavam solicitando permissões avançadas quase ao mesmo tempo.
- Novembro de 2019 – Em 11 de novembro de 2019, a revista americana Wired publicou uma matéria sobre um usuário banido da Wikipédia chamado slowking4, cujo nome real é Jim Hayes. Slowking4 é um reincidente no uso de contas falsas (sockpuppetry) e, segundo ele próprio, trava uma "guerra de guerrilha" contra a Wikipédia ao carregar repetidamente imagens no Wikimedia Commons que violam as regras de licenciamento, usando diversas contas. Desde 2019, ele criou entre 30 e 40 contas falsas e, por suas estimativas, escreveu cerca de 3.000 artigos na Wikipédia em inglês, com foco em mulheres e outros grupos "sub-representados", além de realizar cerca de cinquenta mil edições, mesmo estando banido. Uma de suas contas falsas, Queen-Washington, criou 557 artigos desde o verão de 2017 até ser bloqueada. Um desses artigos era sobre Noam Cohen, jornalista americano que escreveu a reportagem sobre o caso de slowking4.[322]

## 2020
- Agosto de 2020 – Um usuário do Reddit divulgou que um administrador escocês prolífico da Wikipédia não falava a língua escocesa; dezenas de milhares de artigos estavam, na verdade, escritos em inglês com ortografias que tentavam imitar um sotaque escocês, ou eram traduções automáticas palavra por palavra da Wikipédia em inglês.[323] Usuários da Wikimedia debateram a possibilidade de recrutar falantes fluentes de escocês para corrigir os artigos, reverter todas as edições feitas por esse administrador ou — já que isso implicaria a remoção de quase metade dos artigos da enciclopédia — até mesmo excluir e reiniciar a Wikipédia em escocês. O Guardian atribuiu o problema a falhas sistêmicas na cultura da Wikipédia, sugerindo que alguns administradores detêm um poder praticamente ilimitado com base apenas no volume de edições, e não na qualidade do conteúdo produzido.[324] Robyn Speer, cientista-chefe da Luminoso, expressou preocupação de que corpora de inteligência artificial que utilizam a Wikipédia como fonte de dados para treinamento linguístico pudessem ter sido comprometidos pelos textos em "pseudo-escocês".[325]
- Setembro de 2020 – O The Guardian relatou um experimento conduzido por economistas do Collegio Carlo Alberto, na Itália, e do ZEW, na Alemanha, no qual foram adicionados conteúdos a artigos sobre cidades da Espanha escolhidas aleatoriamente. Os pesquisadores afirmaram que a inclusão de fotos aumentou em 9% o número de pernoites nessas cidades. Como consequência, a equipe de pesquisa foi banida de realizar novas edições na Wikipédia em holandês.[326][327]
- Novembro de 2020 – Em 17 de novembro, o artigo sobre o apresentador Silvio Santos na Wikipédia em português foi vandalizado com a inserção falsa de sua morte, atribuída a "fimose". A alteração indevida foi rapidamente revertida, mas gerou repercussão nas redes sociais, levando o nome do apresentador aos assuntos mais comentados do Twitter.[328][329]

## 2021
- Janeiro de 2021 a dezembro de 2023 – A página do empresário luso-americano César do Paço na Wikipédia em português tornou-se alvo de uma controvérsia jurídica após a emissora portuguesa SIC revelar, em janeiro de 2021, que ele era um dos financiadores do partido Chega. A informação foi incluída no artigo do empresário na Wikipédia, o que levou César do Paço a iniciar uma série de ações judiciais contra a Fundação Wikimedia. Em 2 de maio de 2023, o Tribunal da Relação de Lisboa ordenou a eliminação de trechos do artigo que ligavam o empresário ao Chega, além da identificação dos editores responsáveis pelas inserções, fixando multa diária de quinhentos euros em caso de descumprimento. No entanto, em junho de 2023, a própria Relação de Lisboa anulou essa decisão.[330][331] Em dezembro do mesmo ano, o Supremo Tribunal de Justiça de Portugal voltou a determinar que a Wikipédia removesse informações sobre a relação de César do Paço com o Chega e identificasse os editores envolvidos.[332]

- Março de 2021 – Yumiko Sato publicou um artigo na Slate detalhando casos de desinformação na Wikipédia em japonês.[333] Entre outras formas de revisionismo de crimes de guerra, destaca-se a alteração do título do verbete sobre o Massacre de Nanquim (em japonês: 南京大虐殺) para "Incidente de Nanquim" (ja:南京事件 romanizado: nankin jiken), numa tentativa de minimizar a gravidade da atrocidade.[333] Desde então, o termo "Incidente de Nanquim" tornou-se o nome mais comum para o massacre no Japão.[334] A Wikipédia em japonês já havia sido acusada de revisionismo histórico de direita por estudiosos antes mesmo do artigo de Sato.[335][336][337] A Fundação Wikimedia respondeu: “Com mais de 300 versões linguísticas da Wikipédia, pode ser difícil identificar questões como essa.”[333] A Wikipédia em japonês é a segunda edição mais popular do projeto.[338] Embora inicialmente a Fundação Wikimedia tenha afirmado que a versão japonesa não era uma prioridade, posteriormente passou a trabalhar com um falante nativo de japonês para avaliar os problemas da Wikipédia em japonês.[334]
- Setembro de 2021 – Após anos de investigações, a Fundação Wikimedia decidiu banir sete contas e remover os privilégios administrativos de outras 12 associadas ao grupo Wikimedianos da China Continental (WMC, na sigla em inglês) na Wikipédia em chinês. A Fundação afirmou que a Wikipédia em chinês havia sido infiltrada pelo WMC, incluindo manipulação de votos, fraudes em eleições internas e ameaças legais a editores de Hong Kong. Algumas das contas banidas decidiram criar sua própria enciclopédia online, a Qiuwen Baike.[339]
- Novembro de 2021
  - Durante vários anos, a imagem de um homem chamado Nathaniel White foi associada na Wikipédia e no Google a um assassino em série de mesmo nome.[340][341]
  - O artigo da Wikipédia em inglês intitulado "Mass killings under communist regimes" (assassinatos em massa em sob regimes comunistas) foi proposto para eliminação, com alguns editores argumentando que ele possuía "um viés anticomunista", que "não deveria recorrer a suposições simplistas de que eventos são motivados por uma ideologia específica", e que "ao combinar diferentes elementos de pesquisa para criar uma ‘síntese’, isso constitui pesquisa inédita, violando as regras da Wikipédia".[342] O historiador Robert Tombs criticou essa tentativa, chamando-a de "moralmente indefensável, tão grave quanto a negação do Holocausto", acrescentando que "relacionar ideologia e assassinatos é o cerne do porquê esses eventos são importantes. Li o artigo da Wikipédia e, para mim, ele parece cuidadoso e equilibrado. Portanto, as tentativas de removê-lo só podem ter motivação ideológica — para encobrir o comunismo."[342] Outros editores da Wikipédia e usuários em redes sociais também se opuseram à exclusão do artigo.[343] A proposta de eliminação recebeu atenção significativa da mídia conservadora.[344] A Heritage Foundation, um laboratório de ideias conservador americano, classificou os argumentos a favor da exclusão como "absurdos e anticientíficos".[344] Em 1º de dezembro de 2021, um painel de quatro administradores concluiu que a discussão não chegou a um consenso, o que resultou na manutenção do artigo.[345] A discussão de eliminação desse artigo foi a maior da história da Wikipédia até então.[344]

## 2022
- Junho de 2022 – Descobriu-se que uma mulher chinesa havia "criado mais de 200 artigos fictícios na Wikipédia em chinês, escrevendo milhões de palavras de uma história inventada que passaram despercebidas por mais de 10 anos". Ela usava o nome de usuário Zhemao (em chinês: 折毛). Parte das fraudes de Zhemao chegou a ser traduzida e inserida em outras versões da Wikipédia, incluindo as edições em inglês e russo.[346][347]
- Julho de 2022 – Surgiu uma disputa entre editores da Wikipédia sobre a definição de recessão econômica no artigo correspondente.[348] Críticos conservadores acusaram a Wikipédia de adotar a definição de recessão defendida pelo governo de Joe Biden. No entanto, segundo o The Washington Post, o artigo sempre refletiu uma variedade de definições e recentemente foi alterado para dar “um pouco mais de ênfase à definição de dois trimestres, observando que ela é 'comumente usada como uma definição prática de recessão'”. O Post também destacou que "bloquear páginas da Wikipédia para evitar edições partidárias não é novidade". Quando Elon Musk usou o Twitter para acusar a Wikipédia de "perder sua objetividade", o cofundador da enciclopédia, Jimmy Wales, respondeu: “Ler muita bobagem no Twitter está te deixando burro.” De acordo com a Slate, a controvérsia sobre a definição de recessão "mostra que [a Wikipédia] pode ter dificuldade em comunicar suas complexidades a pessoas de fora".[348][349][350][351][352][353][354][excesso de citações]
- Setembro de 2022 – Após a derrota da Índia para o Paquistão em uma partida de críquete pela Copa da Ásia de 2022, um editor do artigo sobre o jogador indiano Arshdeep Singh alterou o país pelo qual ele joga para o movimento separatista Khalistan. De acordo com os regulamentos de 2021 que regem os grandes intermediários, o Ministério da Eletrônica e Tecnologia da Informação da Índia convocou executivos da Wikimedia para garantir que "esforços deliberados de incitação e dano ao usuário" não ocorram no futuro.[355][356][357]
- Dezembro de 2022 – Em 6 de dezembro, a Fundação Wikimedia anunciou que havia banido globalmente 16 usuários por edições relacionadas a tópicos sobre o Oriente Médio e o Norte da África, devido a conflitos de interesse, após uma investigação de um ano. Alegou-se que esses usuários atuavam como agentes do governo da Arábia Saudita. Reportagens da mídia publicadas após as proibições revelaram que dois ex-administradores haviam sido presos em 2020 e posteriormente encarcerados pelo governo saudita. Osama Khalid foi condenado a 32 anos de prisão, e Ziyad al-Sofiani, a oito anos.[358][359]

## 2023
- Fevereiro de 2023
  - O ex-árbitro de beisebol Joe West teria feito diversas tentativas de remover informações de sua página na Wikipédia, especificamente relacionadas a um incidente em que ele empurrou um técnico. Ele também teria ameaçado legalmente vários editores da Wikipédia que reverteram suas alterações.[360][361]
  - Um relatório publicado pelo Wikipedia Signpost afirmou que o Adani Group empregava editores pagos não declarados para escrever e limpar (ou suavizar) páginas relacionadas à empresa na Wikipédia.[362][363]
  - Jan Grabowski e Shira Klein publicaram um artigo no Journal of Holocaust Research em que alegam ter descoberto uma “distorção sistemática e intencional da história do Holocausto” na Wikipédia em inglês.[364] Ao analisar 25 artigos da Wikipédia e quase 300 páginas anteriores (incluindo páginas de discussão, quadros de avisos e registros de arbitragem), Grabowski e Klein afirmaram demonstrar como um pequeno grupo de editores conseguiu impor uma narrativa marginal sobre as relações entre poloneses e judeus, baseada na propaganda nacionalista polonesa e distante das evidências históricas. Além do verbete sobre o campo de concentração de Varsóvia, os autores concluem que a atuação desse grupo impactou diversos outros artigos, como "História dos judeus na Polônia", "Resgate de judeus por poloneses durante o Holocausto" e "Judeu com uma moeda". As edições nacionalistas nesses e em outros artigos supostamente incluíam conteúdo que variava "de pequenos erros a manipulações sutis e mentiras descaradas", exemplos dos quais são fornecidos pelos autores.[364]
- Março de 2023 – Foi notado que, por muitos anos, a Wikipédia exibia incorretamente uma imagem da bandeira da Cidade do Vaticano.[365]
- Novembro de 2023 – Uma administradora da Wikipédia, Lourdes, revelou-se como uma conta de fachada do usuário Wifione, um ex-administrador banido em 2015 após um julgado pelo Comitê de Arbitragem envolvendo edições promocionais no artigo da escola de negócios do Instituto Indiano de Planejamento e Gestão, entre outras páginas (ver #2015 acima). Durante suas edições e em comunicações privadas, Wifione, sob a conta de Lourdes, fingiu ser a cantora espanhola Russian Red (nome verdadeiro: Lourdes Hernandez).[366]
- Dezembro de 2023 – Em um aparente caso de manipulação da Wikipédia para fins de bomba do Google, o artigo da Wikipédia sobre o rapper americano Eminem foi editado para afirmar, de forma incorreta, que ele morreria em Madison, Wisconsin, em 10 de dezembro de 2023. Essa falsa informação chegou a aparecer nos resultados de pesquisa do Google para "Eminem".[367]

## 2024
- Janeiro de 2024 – Um relatório do The Times de Londres alegou que o governo do Irã estava consolidando sua presença na Wikipédia em farsi por meio da remoção de revisões relacionadas a violações de direitos humanos.[368] A organização Justiça para o Irã relatou que o regime perseguiu um editor após sua identidade ter sido comprometida em um evento da Wikipédia, além de criticar administradores da Wikipédia em farsi supostamente ligados a ministérios da República Islâmica do Irã.[369]
- Abril de 2024 – Na Wikipédia em português, uma tentativa de inclusão do artigo sobre Marina Helena, então pré-candidata à Prefeitura de São Paulo – após eliminações anteriores em junho de 2022 e dezembro de 2023 – resultou em nova proposta de eliminação no final do mês de abril. O editor que sugeriu a exclusão argumentou que o conteúdo não atendia aos critérios de notoriedade para políticos estabelecidos pela plataforma. Segundo o Partido Novo, o artigo chegou a ser eliminado em 12 de abril, e o pedido de restauro foi negado sob a justificativa de que o conteúdo poderia configurar propaganda em ano eleitoral. O partido, ao qual Marina é filiada, contestou a decisão, alegando que as sucessivas remoções faziam parte de uma "estratégia de boicote" à candidatura da pré-candidata e classificou o ato como "censura". Editores da Wikipédia afirmaram que o artigo foi excluído por não ter indicação de importância.[370][371][372] Após votação da comunidade do site, o artigo foi eliminado por meio do processo de eliminação por consenso.
- Setembro de 2024 – A varejista de roupas esportivas Lululemon Athletica encerrou sua parceria com a ultramaratonista americana Camille Herron após uma controvérsia[373] em que ela e/ou seu marido foram acusados foram acusados de remover informações positivas sobre outros atletas na Wikipédia, ao mesmo tempo em que adicionavam conteúdo favorável a ela própria.[374][375][376]
- Outubro de 2024 – Após a morte do cantor Liam Payne, a Wikipédia enfrentou críticas por permitir a publicação, em sua página, de imagens supostamente mostrando o quarto de hotel destruído onde ele morreu, nas horas seguintes à sua morte.[377] A enciclopédia também foi alvo de críticas por listar Payne como um "ex-membro" do One Direction na página da banda, com fãs argumentando que a atualização foi "insensível e imprecisa", já que Payne permaneceu membro do grupo durante toda a sua existência.[378]

## 2025
- Fevereiro de 2025 – Após a controvérsia da saudação de Elon Musk, o empresário retomou suas críticas anteriores à Wikipédia, pedindo o “desfinanciamento” da plataforma e descrevendo-a como uma extensão da “mídia tradicional”, supostamente "capturada por interesses políticos de esquerda".[379][380] Em fevereiro, Larry Sanger, cofundador da Wikipédia, solicitou ao Departamento de Eficiência Governamental que revelasse possíveis edições pagas não divulgadas realizadas por agências governamentais dos Estados Unidos na Wikipédia.[381][382]

- Janeiro e março de 2025 – Guerras de edição em artigos relacionados ao conflito israelo-palestino resultaram no Comitê de Arbitragem banindo pelo menos 14 usuários falsos por "manipulação e engano na Wikipédia", prática também conhecida como sockpuppet (uso de contas fantoches).[383][384]
- Março de 2025
  - Em 18 de março, a Liga Antidifamação (ADL), uma organização internacional de direitos civis judaicos e grupo de defesa pró-Israel, afirmou ter encontrado evidências de viés antissemitisma e anti-Israel na Wikipédia. A ADL alegou ter identificado uma rede de 30 editores da Wikipédia coordenando a violação das políticas do site para introduzir "narrativas antissemitas, viés anti-Israel e informações enganosas" em artigos relacionados ao conflito israelo-palestino. Segundo o relatório da ADL, esses 30 editores fizeram mudanças em 10.000 artigos sobre Israel e Palestina, com edições iniciadas após o ataque do Hamas a Israel em 7 de outubro de 2023. O relatório indicou que um "editor suspeito" removeu fontes de veículos da grande mídia que cobriam apelos pela destruição de Israel sobre violência política palestina. Também foi relatado que um artigo jornalístico mencionando violência sexual cometida pelo Hamas durante os ataques de 7 de outubro foi removido do artigo da Wikipédia sobre o Hamas por um desses editores. A ADL afirmou que as edições desses 30 editores representam um "esforço sistemático para distorcer diversas entradas da Wikipédia em favor de narrativas críticas a Israel". A organização também acusou a Wikipédia de não aplicar sua política de neutralidade, alegando que os artigos da Wikipédia em árabe sobre o Hamas "glorificam" o grupo e promovem "propaganda pró-Hamas".[385][386] A ADL pediu à Wikipédia que restrinja a resolução de disputas sobre conteúdo relacionado a Israel/Palestina a um grupo de editores confiáveis pelos administradores, que tomem decisões em conformidade com as políticas da enciclopédia. Também sugeriu a criação de uma força-tarefa especial para "combater o viés antissemita" no site.[387][388][389]
  - Em 20 de março, o Jewish Journal noticiou que a comunidade da Wikipédia votou, por meio de uma RfC (Request for Comment), por impor uma moratória de 12 meses sobre uma frase controversa na introdução do artigo sobre sionismo, proibindo qualquer edição nela. A frase era: “Os sionistas queriam criar um Estado judeu na Palestina com o máximo de terras, o maior número possível de judeus e o mínimo possível de árabes palestinos.” Um administrador da Wikipédia chamado Chetsford concluiu que todas as discussões sobre editar, remover ou substituir a frase deveriam ser interrompidas até 21 de fevereiro de 2026. Alguns editores discordaram da decisão, alegando que a frase viola o princípio do ponto de vista neutro (Neutral Point of View) e é baseada em fontes de historiadores anti-Israel considerados tendenciosos.[390][391]
- Abril de 2025 – Uma banca do Tribunal Superior de Delhi ordenou que a Wikipédia removesse declarações supostamente difamatórias sobre a agência de notícias Asian News International (ANI) de sua página, alegando que, segundo a Lei de Tecnologia da Informação (IT Act), a plataforma tinha a obrigação de retirar conteúdos "falsos" e "inverídicos" após ordem judicial, não podendo contestar o mérito da questão. O processo por difamação teve origem em um pedido da ANI a um juiz singular, alegando que sua página na Wikipédia a descrevia falsamente como um "instrumento de propaganda" do governo.

“O fato de a Wikipédia se declarar intermediária, conforme as Regras de TI, implica a obrigação de se empenhar para não publicar conteúdo questionável. A leitura da Regra 3 das Regras de TI mostra que, se houver conteúdo falso ou inverídico sobre alguém no site da Wikipédia, após o recebimento de ordem judicial, o intermediário tem 36 horas para removê-lo. O juiz singular ouviu as partes e formou a opinião preliminar de que o conteúdo é difamatório. A Wikipédia deve cumprir as Regras de TI e, se não o fizer, a parte queixosa pode recorrer novamente ao tribunal”, declararam os juízes Prathiba M. Singh e Rajneesh Kumar Gupta.